# Volyňský masakr

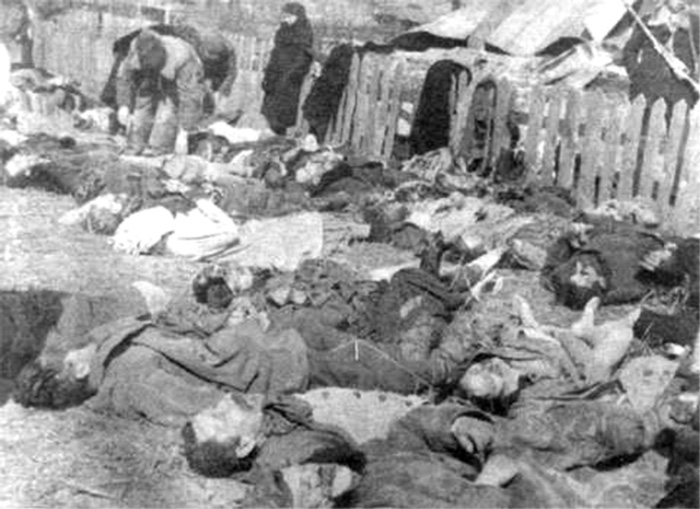
Masakr v Lipnikách (26. března 1943), ukrajinskými banderovci zavraždění civilisté polské národnosti

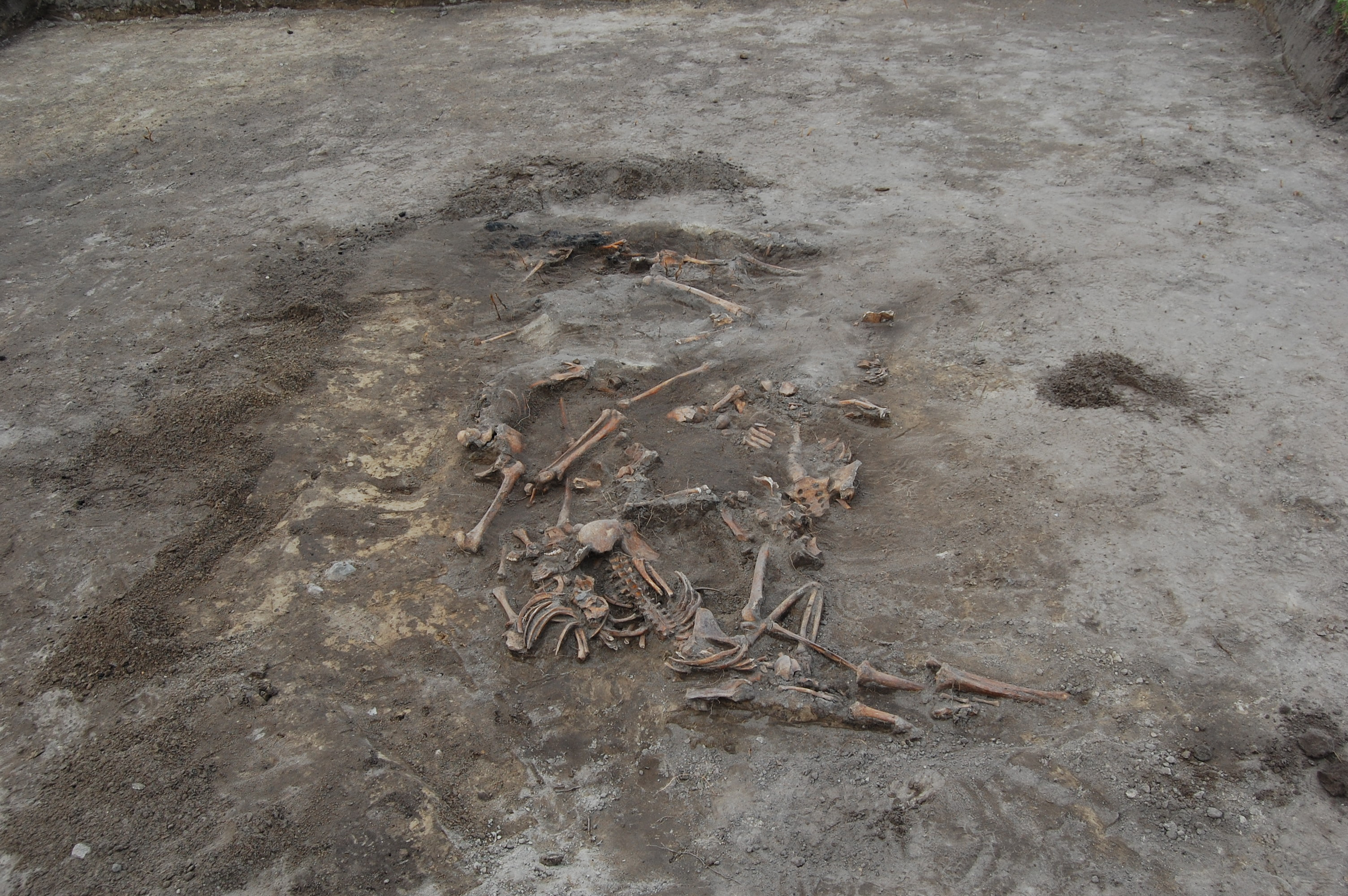
Masový hrob obětí UPA odkrytý v místě, kde se nacházela škola ve vyhlazené polské vsi Woli Ostrowiecké (2011)

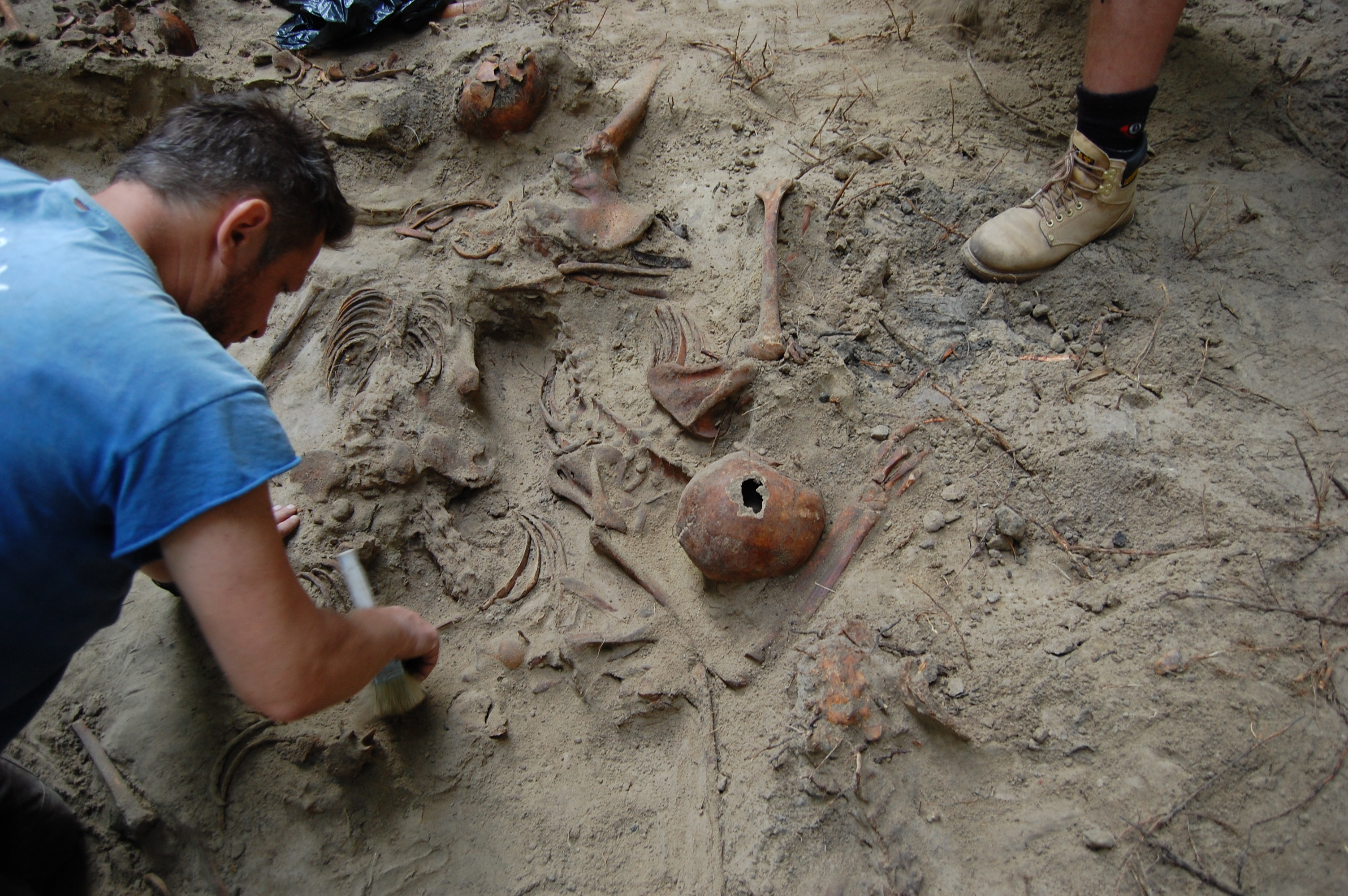
Exhumace obětí ve vesnici Gaje (2013)

Volyňský masakr (polsky Rzeź wołyńska nebo Tragedia Wołynia; ukrajinsky Волинська трагедія, Volynska trahedija) je označení pro masové vraždy (etnické čistky a genocidu) páchané v období od února 1943 do února 1944 v oblasti historické země Volyně, tehdy spadající do nacistickým Německem okupovaného území předválečného Polska, nyní západní část Ukrajiny. Tyto zločiny byly naplánovány a spáchány ukrajinskými nacionalisty sdruženými v tzv. Ukrajinské povstalecké armádě (UPA), vojenské frakci Organizace ukrajinských nacionalistů (OUN), v které měla hlavní slovo frakce OUN-B, pojmenovaná po Stepanovi Banderovi. Proto se UPA často označuje jako banderovci, přestože během války byl Bandera v Německém vězení a neměl na činnost UPA vliv.
Čistky byly namířeny především vůči tamější polské a též i zbylé židovské menšině, polské Zemské armádě a polským praporům Schutzmannschaft (107. a 202.). Dalšími oběťmi, byť v mnohem menším měřítku, byly i jiné národnosti tehdy na Volyni žijící: Rusové, Arméni a volyňští Češi; vražděni byli však i Ukrajinci nesouhlasící s politikou OUN-UPA a lidé levicového smýšlení, hlavně ukrajinští a polští komunisté. Není znám přesný počet obětí těchto mimořádně surově prováděných masakrů. Historici odhadují, že bylo zavražděno asi 50–60 000 Poláků a 2–3 000 Ukrajinců. Podle některých ukrajinských autorů byl počet ukrajinských obětí vyšší. V roce 1942 německá okupační správa na Volyni evidovala 306 000 Poláků (14,6 % obyvatel země, 5–7 % populace ve venkovských oblastech) – ukrajinským masakrům tedy padl za oběť zhruba každý pátý člověk polské národnosti. V širším slova smyslu se jedná o součást staleté ukrajinsko-polské konfrontace na ukrajinsko-polských zemích - Volyni, Haliči, Chełmské zemi, Podlesí, Nadsyannia a Lemkivščina.
Obdobný masakr UPA spáchala v první polovině roku 1944 také ve východní Haliči a na Podolí (25–70 000 obětí), na Lubelsku a v Polesí (10–20 000 obětí). Masakry vyprovokovaly neméně brutální odpověď polských nacionalistů, např. masakr v Sahryni. 
Otázka volyňských masakrů, příčin, průběhu a historické odpovědnosti zůstává stále neuralgickým bodem v polsko-ukrajinských vztazích, ale i vysoce spornou otázkou na Ukrajině samotné, kde spolu soupeří dvě historické paměti. Mnozí Ukrajinci ze západu země vnímají tuto genocidu nikoliv jako hřích vůči bezbranné národnostní menšině/menšinám, ale jako konflikt slabšího „rolnického ukrajinského“ a silnějšího „polského panského“ národa, jako boj za ukrajinskou svobodu v kleštích mezi německou a sovětskou totalitou; argumentují, že docházelo i k útokům na ukrajinské obyvatelstvo a poukazují na své oběti, jakož i na předválečný národnostní útlak ze strany polských státních orgánů. V krajních interpretacích jsou volyňské řeže silně retušovány, zločinná role OUN-UPA relativizována – mj. i poukazem na aktivity sovětských partyzánů a NKVD či polské odvetné akce – a vydávána za nutnou obranu. Oficiálně se události v ukrajinštině nenazývají „masakr“, ale jen obecně „tragédie“.
V roce 2003 prezidenti Aleksander Kwasniewski a Leonid Kučma odhalili společně památník smíření ve vesnici, kde během akcí UPA uhořely tři stovky Poláků.  Naopak kontroverze v roce 2010 vyvolalo Juščenkovo jmenování Stepana Bandery hrdinou Ukrajiny. Po tzv. Euromajdanu a následném napadení Ukrajiny Ruskem na Ukrajině zesílila snaha budovat národní identitu ve snaze zcela přetrhat vazby s Ruskem , což vedlo k méně kritickému pohledu na činy OUN a UPA. Prezident Petr Porošenko v roce 2018 přiřkl status válečných veteránů všem členům OUN aktivně se účastnících odboje (zatímco dříve se vztahoval jen na bojovníky proti Německu v letech 1941 až 1944, kteří se nedopustili válečných zločinů, tak nyní byl status válečných veteránů udělen všem veteránům UPA a OUN a dalších nacionalistických organizací, „účastnících se ozbrojeného boje za nezávislost Ukrajiny ve 20. století“). Naopak ale i posílila snaha najít společnou řeč s Polskem ohledně událostí na Volyni. Od roku 2015 zasedá společná komise polských a ukrajinských historiků řešící tyto události.  V roce 2016 při příležitosti summitu NATO se pak Petr Porošenko naopak poklonil obětem Volyňského masakru.  V roce 2017 zastavila Ukrajina exhumační práce v místě masakrů v reakci na nelegální odstranění památníku UPA v polské obci.  V roce 2023 prezidenti Volodymyr Zelenskyj a Andrzej Duda společně ve městě Luck uctili památku obětí masakru. V roce 2025 přijel Zelenskyj za prezidentem Donaldem Tuskem. Po setkání Tusk prohlásil, že "Ukrajina a Polsko nalézají společný jazyk". Naopak Karol Nawrocki, který byl v roce 2025 zvolen prezidentem Polska, byl odpůrcem myšlenky přijetí Ukrajiny do NATO a Evropské unie, dokud Ukrajina nepřizná zodpovědnost za genocidu Poláků na Volyni. Nawrocki také prohlásil, že by se glorifikace Stepana Bandery měla v Polsku trestat.
V Polsku však není k těmto událostem jednotný postoj: zatímco liberální levice má sklon k tlumení kritiky souseda a „dělání tlustých čar“ za minulými křivdami mezi „bratry“, pravice spolu s katolickým klérem a potomky/příbuznými obětí, naopak neustále důrazně tragédii různými způsoby připomíná, iniciuje výzkum a budování památníků, požaduje ukrajinskou oficiální státní omluvu a protestuje proti oslavování ukrajinských nacionalistických bojovníků. K polské rozpolcenosti v této věci také přispívá fakt, že země se dlouhodobě snaží připoutat Ukrajinu k sobě (a vůbec k Západu), jako spojence proti Rusku a někteří polští politici mají za to, že polsko-ukrajinské spory o minulost vlastně jen Rusku a jeho propagandě nahrávají.
Ukrajinští historici se většinou začali tomuto tématu věnovat až po vyhlášení nezávislosti Ukrajiny v roce 1991. Někteří historici tento konflikt označují jako druhá polsko-ukrajinská válka.

## Vyhrocení vztahů ve 20.–30. letech 20. století
Vyhrocení a eskalace polsko-ukrajinského konfliktu v první polovině dvacátého století byla spojena s národnostní situací ve druhé polské republice. Pařížská mírová konference z roku 1919 umožnila Polsku okupovat Halič a následná mírová smlouva z Rigy z roku 1921 stanovila přistoupení Haliče k Polsku a to proti vůli ukrajinského osvobozeneckého hnutí, které usilovalo o nezávislost těchto území převážně obývaných Ukrajinci.
Nový polský stát, zvláště za vlády prezidenta Józefa Pilsudského, nabral podobu autoritářství. Polská vláda považovala Halič a Volyň za starověké polské země, proto se zde snažila zvýšit svůj vliv. Za tímto účelem docházelo ke kolonizaci (nucená migrace Poláků a Židů na území Volyně a Haliče). Rušení názvů a nápisů v místní ukrajinštině a nucené přepisování do polštiny, rušení ukrajinských škol, diskriminační rozdělování zemědělské půdy ve prospěch polských kolonistů, pacifikace (represe sociálně aktivního ukrajinského obyvatelstva), omezení ukrajinského práva na vyšší vzdělání a jeho radikální polonizace, ničení ukrajinských kostelů (170 zbořeno, 150 přestavěno na římskokatolické, ostatní museli kázat v polštině). Pilsudského polský režim také zřídil pro politické odpůrce speciální koncentrační tábor Bereza-Kartuzka. To vedlo k radikalizaci polsko-ukrajinských vztahů a zejména našlo odpověď v teroristických aktivitách vedených Ukrajinci pod záštitou OUN ve 30. letech 20. století. Vrcholem byl atentát ukrajinských nacionalistů na polského ministra vnitra Bronislawa Perackého v roce 1934. OUN si tak díky protiukrajinské šovinistické politice polské vlády dokázala velmi lehce získat mnoho příznivců na Polskem okupované západní Ukrajině. Poláci mimo jiné pomohli Maďarsku obsadit Karpatskou Ukrajinu v březnu 1939 tím, že vyslali sabotážní oddíly do Zakarpatska, zejména na Podkarpatskou Rus a přes jejich jižní hranici bojovat proti místnímu československému obyvatelstvu. Tamní bojovníci ozbrojené skupiny nazvané „Karpatská Síč“ (oddíly, které chránily hranice Československa),[rozpor] zejména rodáci z Haliče, kteří byli zajati Poláky a často na místě bez soudu zastřeleni.[zdroj?]
Kolaps Polska v září 1939 dočasně zatlačil polskou otázku do pozadí politiky OUN. Jedinou překážkou pro vznik samostatného ukrajinského státu tedy byl SSSR, a tak se z Poláků „okupantů“ stala „nepřátelská“ národnostní menšina.

## Pozadí událostí roku 1942

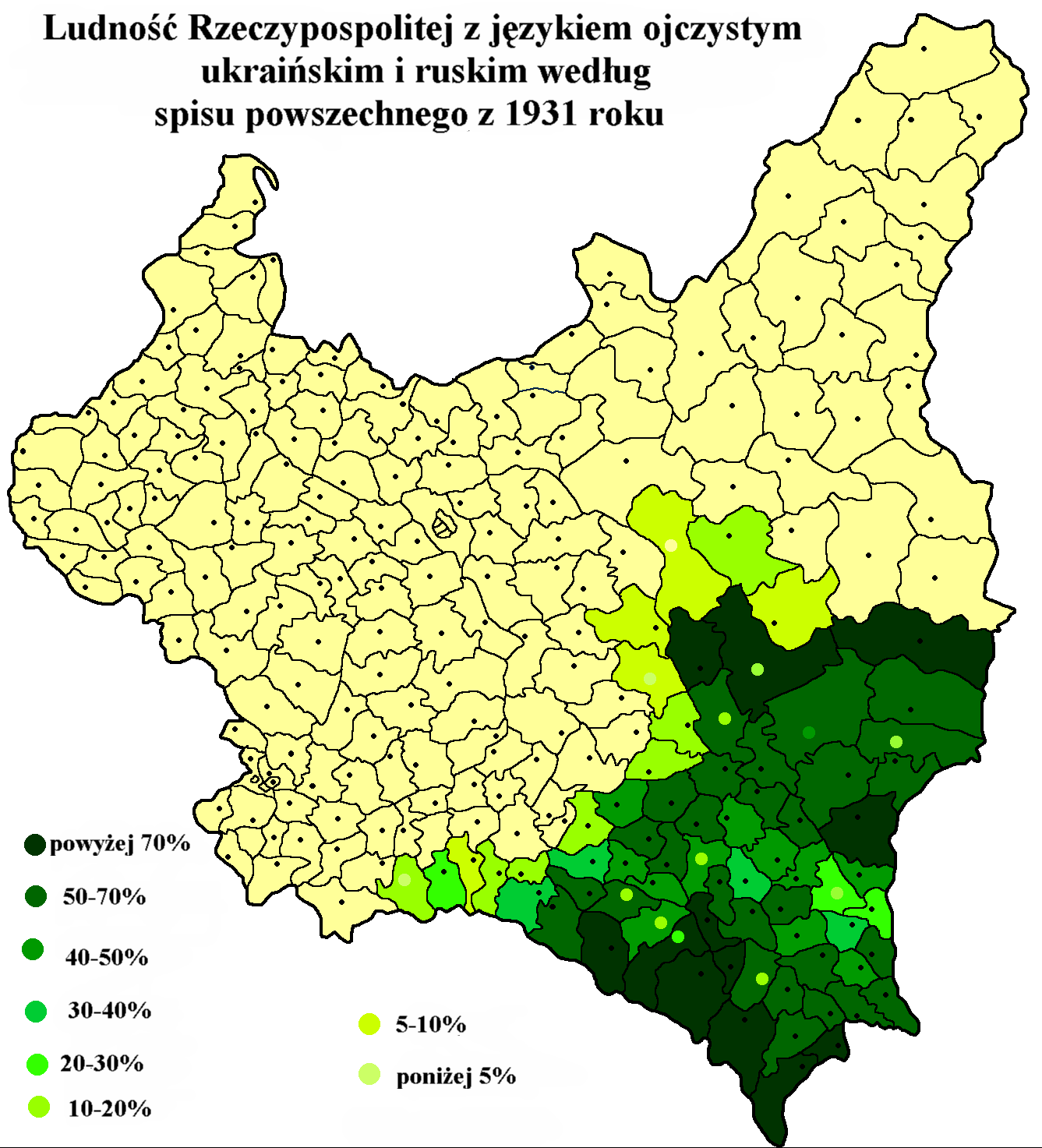
Ukrajinsko- a rusínskojazyčné obyvatelstvo Polska dle sčítání lidu 1931 (Volyň leží v horní polovině zeleně vyzn. oblastí, pod ní je Halič)

Dne 24. srpna 1939 byl mezi nacistickou Třetí říší a komunistickým Sovětským svazem ( SSSR) podepsán pakt Ribbentrop–Molotov, jehož tajný dodatek uvolnil Německu ruce pro útok na Polsko a tím zahájení 2. světové války. O 17 dní později zaútočil z východu i Sovětský svaz a po krátké kampani obsadil východní pohraničí Polska, tzv. Kresy (historické země Černá Rus, Podlasí, Volyň a Halič), kde tvořilo mírnou většinu východoslovanské, tj. běloruské a ukrajinské, obyvatelstvo. To znamenalo konec druhé Polské republiky.
Za účelem odůvodnění anexe okupovaných území Polska, založila sovětská moc dne 22. října 1939 v atmosféře strachu po fiktivních volbách místní lidové shromáždění. Západoukrajinské lidové shromáždění 27. října 1939 oznámilo, že zahrnulo Volyň (spolu s Haličí) do Ukrajinské SSR, což potvrdilo prezídium Nejvyššího sovětu SSSR 1. listopadu 1939.
Po německém útoku na Sovětský svaz byla volyňsko-haličská oblast zahrnuta 1. září 1941 do území nazývaného Říšský komisariát Ukrajina (Reichskommissariat Ukraine). Adolf Hitler v souladu se svou expanzivní politikou na Ukrajině a vůči celému Sovětskému svazu (tzv. Drang nach Osten) toto území považoval za materiální zdroj Třetí říše, a naprosto neměl v úmyslu povolit existenci jiné vlády než německé. Hlavním cílem bylo ekonomické vykořisťování, které bylo založeno na vysokých odvodech (daních) uložených obyvatelstvu.
Po zahájení likvidace ghett a masového vyvražďování Židů (na začátku roku 1942), místní ukrajinská policie spolupracovala s oddíly německé SS při policejních raziích v ghettech, eskortovala Židy na místa exekuce, a také se často zúčastňovala poprav. Při holocaustu bylo zavražděno aparátem Třetí říše asi 150 000 Židů na Volyni a 455 000 ve východní Haliči.
Genocida prováděná německými okupanty na obyvatelstvu židovské národnosti – masové deportace, zatýkání a hromadné vraždění obyvatel východních pohraničí – byla ale také uskutečňována během sovětského období 1939–1941 jednotkami NKVD. Nemorálnost a pronásledování státními institucemi namířená proti celým etnickým či sociálním skupinám vedla k vytvoření společenského klimatu lhostejnosti k násilí a zločinům. Vyhlazení Židů na Ukrajině se stalo pro ukrajinské nacionalisty příkladem toho, jak lze odstranit Poláky.
"Tuto taktiku masového vraždění se Ukrajinci naučili od Němců. Právě proto etnické čistky UPA překvapily svojí účinností. Volyňští Poláci v roce 1943 byli téměř stejně bezmocní jako Židé na Volyni v roce 1942. Důvod proč kampaň proti Polákům začala na Volyni, a ne v Haliči, je ten, že ukrajinská policie na Volyni hrála větší roli při událostech holocaustu. V souvislosti s vyhlazováním Židů a Poláků na Volyni to vysvětluje tisíce obětí při genocidě na Ukrajině.

V důsledku zločinů sovětských a německých deportací se populace na Volyni pod vedením Třetí říše snížila z odhadovaných 2,3 milionu v srpnu 1939 (podle sčítání obyvatel z roku 1931, kde určujícím kritériem byl mateřský jazyk, na Volyni žilo 2,086 milionu lidí, z toho 343 000 Poláků, tedy celkem 16,5 % obyvatelstva; na venkově tvořili 15,1 % populace neboli 273 500 osob, v městských oblastech pak 27,5 %/69 500 osob) na téměř 2 miliony v lednu 1943. Kromě Židů relativně největší ztráty utrpěla polská menšina – asi 45 000 lidí, včetně mnoha osob z vedení organizací a armády. V roce 1942 Němci odhadli počet Poláků na Volyni na 306 000, což představovalo 14,6 % populace. 
V roce 1942 nemilosrdný postup německých orgánů (vysoké daně, popravy), vedl k samovolnému vzniku hnutí na Volyni. Vedle skupin, které nebyly spojeny s žádnou politickou organizaci a sovětských partyzánů, zde vznikly tři ukrajinské stranické formace: největší z nich byla Síč Polesí, tzv. První UPA, další byli nacionalističtí povstalci OUN-M (OUN-Melnyk) a malé organizace nacionalistů, později banderovské OUN-SD (OUN-R a OUN-B). Právě organizace OUN-SD byla nejdynamičtější částí odboje. Tato skupina se rozhodla sjednotit všechny ukrajinské stranické ozbrojené složky (často násilím), k okamžitým násilným akcím.
V březnu a dubnu roku 1943 proběhla hromadná dezerce policistů ukrajinských pomocných policejních sborů na Volyni. Část dezertérů se přidala k vojskům OUN-B (OUN-Bandera), OUN-M (OUN-Melnyk) a UPA. Dezertéři od policie pak páchali zločiny proti vybraným Polákům. Tato akce nesla znaky účasti OUN-B na začátku ozbrojeného boje a plánech na odstranění polské populace na území Volyně.

## Rozhodnutí o vyhlazení Poláků

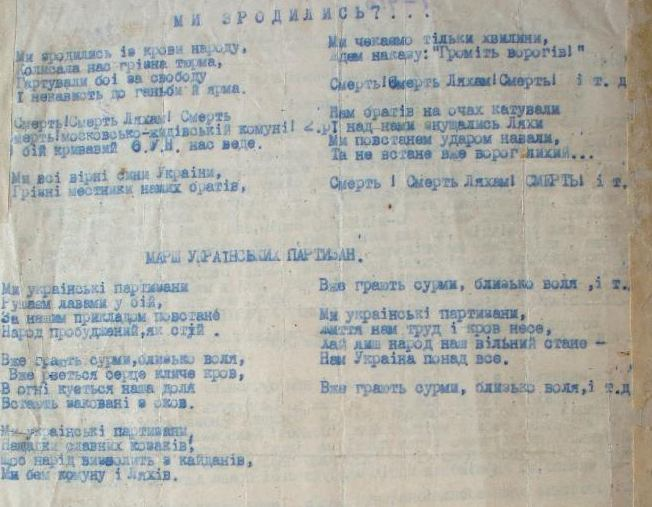
Bojové písně UPA s opakovaným sloganem „Smrt Lechům!“ (Polákům)

Plány OUN v průběhu války a národnostní politika, kterou měl záměr provést Jaroslav Stecko předpokládala odstranění Poláků na Volyni a východní Haliči. Bylo záměrem použít projevy vyvolané rolníky. Vůči polské inteligenci plánoval uplatnit stejnou politiku, která byla prováděna v Německu (viz akce Intelligenzaktion). Bylo rozhodnuto tuto politiku uskutečnit a odstranit polskou populaci ze sporných území tak, aby oblast, na kterou si činí nárok OUN-B, byla, s ohledem na případné politické požadavky, etnicky čistá. Dopadem tohoto rozhodnutí bylo i vyhlazování Židů. Jeden z vůdců UPA zhodnotil situaci takto:
"Dne 1. března 1943. Pokračujeme ozbrojeným povstáním. Je to vojenská akce, a jako taková, je namířena proti okupantům. Nicméně současní okupanti (hitlerovské Německo) jsou přechodní, takže není třeba ztrácet své síly v boji s nimi. Vlastní útočník je ten, který nyní přichází (SSSR). Pokud jde o Poláky, nejedná se o vojenský problém, pouze o menšinu. Řešení je podobné jako zvolil Hitler v židovské otázce. Ledaže by se (Poláci) odstranili sami."

Na Volyni ve dnech 17.–23. února 1943 proběhla ve vesnici Tereberze nebo Walujky v blízkosti obce Oleska ve Lvovské oblasti 3. konference OUN-B. Podle Czeslawa Partacze a Wladyslawa Filara vedení OUN-B přijalo rozhodnutí o odstranění všech Poláků ze všech zemí považovaných jimi za ukrajinské. Tuto verzi však nepodporuje oddělení vyšetřování polského Ústavu národní paměti, jenž má za to, že na třetí konferenci, která rozhodla o vytvoření silné struktury, nebylo přijato rozhodnutí o zahájení bojové činnosti, ale ta byla odložena na vhodnou chvíli – tedy o vypuknutí rozsáhlé násilné akce na Volyni, která porušila ustanovení třetí konference, rozhodlo samostatně místní velení. podobný postoj zaujímá Grzegorz Hryciuk.
Podle nejpravděpodobnějšího hypotézy o genocidě Poláků rozhodli tři představitelé volyňské OUN-B: Dmytro Kljačkivskyj, který vedl volyňskou OUN-B, Vasil Ivachiv, vojenský úředník OUN-B a Ivan Lytvynčuk, velící jednotkám UPA na severovýchodní Volyni.
Ivan Lytvynčuk byl podle svědectví S. Janiszewského iniciátorem a nejaktivnějším organizátorem vraždění Poláků od března do května 1943. Po smrti Vasila Ivachiva moc zcela přešla do rukou Kljačkivského, který sám rozhodl o zahájení etnických čistek v celé oblasti Volyně.
Organizace vražd, jejich průběh, velikost, územní působnost, cíle a motivy, které této akci přiznává vyšetřovací komise, došla v souladu s IPN k závěru, že na Volyni v letech 1939–1945 probíhala genocida. Tyto zločiny byly dílem Ukrajinské povstalecké armády, posílené v březnu a dubnu 1943 přeběhlíky z oddílů ukrajinské policie, ve spolupráci s ukrajinskými rolníky nazývanými czerń (rolníci, kteří nemohli být kozáky), Samoobronni Kuszczowi Widdily a Slużba Bezpieczeństwa OUN-B.

## Iniciátoři zločinů

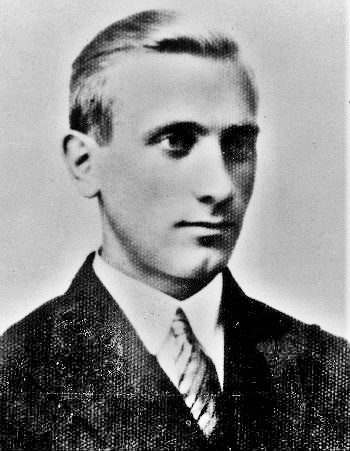
Dmytro Kljačkivskyj (1911–45) alias „Klym Savur“, hlavní architekt plánu vyhlazení Poláků na Volyni

Odpovědným za vydání příkazu k etnické čistce UPA byl uznán Dmytro Kljačkivskyj nazývaný „Klym Savur“, okresní velitel UPA-sever, spolu s Vasilem Ivachovem a Ivanem Lytvynčukem. Vyšetřování IPN označuje vůdce OUN-B a UPA za přímo zodpovědné za rozhodnutí o zločinné a cílené vraždění:
- Dmytro Kljačkivskyj, ps. "Klym Savur", velitel UPA-sever. V období března-května 1943 vydal individuální rozhodnutí o zahájení vražd v celé Volyni. V červnu 1943, vydal tajnou směrnici UPA ve Volyni pro průběh likvidace velkého množství mužské populace polské národnosti ve věku od 16 do 60 let.[28]

…Jsme povinni provést velkou akci k likvidaci polského prvku. S odchodem německých vojsk by se měl využít příhodný čas k odstranění celé mužské populace ve věku 16 až 60 let. [...] Tuto bitvu nemůžeme ztratit, a za každou cenu je třeba oslabit polskou sílu. Lesní vesnice a obce které se nachází v těsné blízkosti lesa musí zmizet z povrchu zemského.

Tuto skutečnost potvrzuje i velitel okresu "Turiw" Jurij Stelmaszczuk nazývaný "Rudyj" v poválečné výpovědi podané na NKVD po jeho zatčení:
V červnu 1943, se setkal v kołkowském lese s Klymem Savurem a náměstkem generálního štábu Andruszczenkem. Savur mi dal rozkaz k vyvraždění všech Poláků v okrese Kovel. …Já nemám právo odmítnout provedení rozkazu pro své osobní přesvědčení. Obrátil jsem se na Andruszczenka, který mi řekl, že to není příkaz z centra, že jde o rozhodnutí v poli.

Stelmaszczuk se snažil apelovat na Mykolu Lebedě v dopise ze dne 24. června 1943, ale v době, kdy již byl propuštěn z orgánů OUN-B. Je však známo, že Stelmaszczuk zmíněný rozkaz vyplnil:
Dávám Vám na vědomí, že v červnu 1943 zástupce centrální Prowodu - velitel UPA - "Piwnicz" "Klym Savur" mi dal tajný příkaz k úplné fyzické likvidaci obyvatelstva polské národnosti.

Grzegorz Motyka připouští, že by směrnice Prowodu OUN mohla uložit úplnou likvidaci obyvatelstva polské národnosti nebo obsahovat ustanovení, mírnější (například před vraždami vyzývat k odjezdu), ale jeho obsah byl svévolně změněn "Klymem Savurou" na radikálnější. Svědčí o tom i kritika, se kterou se Kljačkivskyj setkal ze strany aktivistů OUN. Jím zvolený způsob jednání vůči Polákům byl nicméně schválen v srpnu 1943 na třetím kongresu OUN, jemuž předsedal Roman Josypovyč Šuchevyč.
- Ivan Lytvynčuk, nazývaný "Dubowyj" UPA velitel první skupiny a vojenského okruhu "Zahrawa", byl organizátorem a iniciátorem ohledně akcí vůči polskému obyvatelstvu, často chlubil svými úspěchy při likvidaci Poláků.
- Petro Olijnyk, nazývaný "Enej" velitel vojenského okruhu "Bohun".
- Jurij Stelmaščuk, nazývaný "Rudyj", velitel UPA "Ozero", později UPA vojenský okruh "Turiw".
- Vasil Ivachiv, nazývaný "Soma" vojenský referent OUN-B, přijal rozhodnutí s Kljačkivským a Lytvynčukem o zahájení protipolských akcí.[47]

## Průběh masakrů

### Formy útoků
V zásadě jsou popsány tři typy útoků:
- útoky na jednotlivce a malé skupiny, které cestují do jiných míst, nebo pracují na polích nebo v lese,
- útoky na malé skupiny Poláků, skládající se z několika desítek rodin, které žijí v ukrajinských vesnicích nebo na okraji ukrajinských osad,
- útoky na velká centra polského osídlení, které vyžadují větší soustředění sil.

První dva typy útoků byly dílem organizace Slużby Bezpeky OUN-B nebo poboček UPA. Pro třetí typ útoků bylo nutné mobilizovat ukrajinské civilisty vyzbrojené chladnými zbraněmi nebo zemědělským nářadím a nástroji.

### Počátky
Do prosince roku 1942 narůstaly vraždy jednotlivců a polských rodin. Oběti byly hlavně Poláci zaměstnáni v německém zemědělství a lesní správě (nadlesní, správce statku, agronomové), následovalo venkovské obyvatelstvo, hlavně ve východních okresech Volyně. Jako první masovou vraždu na Volyni polský Ústav národní paměti uznává krveprolití 9. února 1943 v polské kolonii Parośla Pierwsza (tehdy gmina Antonówka, okres Sarny) kdy oddíly UPA Hryhorije Perehijňaka noži a sekerami zavraždily 173 Poláků.
V noci z 26. na 27. března 1943 jednotky UPA podřízené Ivanu Lytvynčukovi - "Dubowemu" zabily nejméně 179 lidí v Lipnikách. 23. dubna 1943 jednotka UPA pod osobním velením "Dubowego" zabila asi 600 lidí v Janowej Dolinie (gm. Berezne, kostopilský okres). V té době, byla nejvyšší intenzita trestných činů v okresech UPA podřízené I. Lytvynčukovi a Petrovi Olijnykovi, a to zejména v okresech Sarny, Kostopil a Kremenec.
Násilnosti pokračovaly během května: 12. května 1943 v okrese Sarny byly vypáleny vesnice: Ugly, Konstantynówka, Osty, Ubereż. 24. května 1943 v obci Niemodlin v oblasti u Kostopilu bylo zabito 170 lidí. V noci z 24. na 25. května 1943 byly spáleny všechna sídla a statky v okrese Vladimir. 28. května byla oddíly UPA o síle 600 osob vypálena obec Staryki a vyvražděno všechno obyvatelstvo. Do července 1943 bylo v okrese horochovském 23 útoků na polské obce, v okrese dubenském - 15, v okrese Vladimir - 28.
Vlna útoků se z východní Volyně systematicky posouvala na západ. Vyhlazování polského obyvatelstva v květnu a červnu 1943 se rozšířilo do dubenského okresu, luckého okresu i zdolbunivského okresu, a v červenci 1943 již zasáhlo všechny oblasti Volyně.
Většina vražd byla provedena v létě 1943. Vraždy se konaly často v neděli. Ukrajinci využili skutečnosti, že Poláci se sešli na mši v kostele, takže byly kostely obklíčeny a věřící často mučeni před svou smrtí krutým způsobem (např. řezání lidí na polovinu pilou na dřevo, vytržení očí, upálení zaživa, odříznutí/odseknutí končetin, ňader či hýždí a solení ran, zabíjení malých dětí údery o stěnu, vrážení rezavých železných tyčí do konečníku, apod.). Nakonec byly spáleny celé vesnice, aby se pozůstalí neměli kam vracet.
15. července (s nesprávnými informacemi, že anti-polská kampaň je plánována na 20. červenec) se polská Zemská armáda rozhodla uskutečnit protiukrajinské akce včetně likvidace aktivistů OUN-B. Cílem tohoto úsilí bylo zmařit plány OUN-B. Překvapením pro AK bylo dřívější zahájení akce Ukrajinci.
Nejdříve se polské podzemní síly pokusily vyjednávat s UPA, aby bylo vraždění zastaveno. Počáteční rozhovory s místním velitelem SB UPA Šabaturou byly vedeny v okolí obce Świnarzyna dne 7. července 1943. Na další schůzku dne 10. 7. 1943 přišel v čele regionální delegace jako zplnomocněnec advokát Zygmunt Ruml nazývaný „Krzysztof Poreba“ a zástupce okresu armády Armii Krajowej Volyň Krzysztof Markiewicz nazývaný „Ďábel“, a řidič Witold Dobrowolski. Markiewicz znal Šabaturu ze školy a jako gesto dobré vůle Poláci na schůzku nepřišli s ozbrojeným doprovodem. Po příjezdu na místo jednání (obec Kustycze), byli všichni tři zatčeni a zavražděni, popraveni tím, že jim končetiny roztrhali ve středověkém stylu koňmi.

### „Krvavá neděle“
Za úsvitu (3:00 ráno) 11. července 1943 vojáci UPA koordinovaně zaútočili na civilisty v 99 polských městech, především v okresech horochivském a volodimirském  pod heslem „Smrt Lechům“.
V okolních vesnicích, ve snaze zabránit obyvatelům uniknout, docházelo k řeži a ničení. Poláci byli zabíjeni střelbou, kosami, vidlemi, sekerami, pilami, noži, kladivy a dalšími nástroji. Po vyvraždění polského obyvatelstva byly vsi vypáleny, aby se zabránilo znovuosídlení. Akce byla dobře připravena a naplánována. Například vraždění ve volodimirském okrese předcházela koncentrace jednotek UPA v lese západně od Pavlivky (do roku 1951 Poryck) v okrese Marysin Dolinka, Lachy a v okrese Żdżary, Litowież, Grzybowice. Čtyři dny před začátkem akcí se ve vesnicích na Ukrajině konala shromáždění, na kterých byli místní lidé vyzývání k vyvraždění všech Poláků. Masakr začal přibližně ve 3 hodiny ráno 11. 7. 1943 od polské obce Gurów, a v jeho okolí Gurów Wielki, Gurów Maly, Wygrankę, Zdżary, Zabloćce – Sądową, Nowiny, Zagaję, Poryck, Oleń, Orzeszyn, Romanówkę, Lachów, Swojczów, Gucin a další. V obci Gurów bylo zavražděno 480 Poláků, přežilo jen 70 osob, v kolonii Orzeszyn z celkového počtu 340 obyvatel bylo zabito 270 Poláků; v obci Sądowa se podařilo uniknout pouze 20 ze 600 Poláků, ze 350 Poláků v obci Zagaje přežil asi jen tucet.
Stejného dne ráno skupina 20 útočníků vstoupila během mše do kostela v obci Poryck a během třiceti minut zabila asi 100 lidí, mezi nimiž byly děti, ženy a starší lidé. Bandité pak zabili všechny (asi 200 osob) Poláky žijící v Porycku. Podobné útoky na kostely byly provedeny na dalších místech.
Vraždění bylo provedeno s velkou krutostí. Polské vesnice a osady byly vypleněny a vypáleny. Poté, co se tyto masakry vesnic udály, na vozech vjeli do vesnic rolníci z okolních ukrajinských vesnic a kradli majetek zbývající po zavražděných Polácích. Hlavní akce trvala až do 16. července 1943. V červenci 1943 se cílem útoků stalo nejméně 530 polských vesnic a vesniček. Přitom bylo zabito 17 000 Poláků, což představovalo vyvrcholení etnických čistek na Volyni.

### Srpen 1943

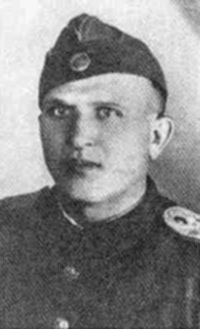
Ivan Klymčak („Lysyj“), velitel UPA, jenž velel masakru civilistů v Ostrówkách a Woli Ostrowiecké

V srpnu pokračovala anti-polskou kampaň ve vesnicích, kterým se z různých důvodů genocida vyhnula. Začátek měsíce byl poměrně tichý, klid v srpnu dal Polákům čas na dokončení sklizně, takže později bylo možné ukrást již sklizené plodiny. Ovšem k vraždění docházelo i v tomto období, v Leonówce bylo zabito asi 150 Poláků. K masivní akci připomínající útoky z 11. července se konaly 28. až 31. srpna, kdy bylo napadeno 85 vesnic, především v okresech kovelském a vladimirském a dosud masakry nedotčeném okrese lubomelském. UPA 29. srpna vraždila v obcích Ostrówki a Wola Ostrowiecka v okrese lubomelském. Všichni Poláci byli zabiti, vypáleny všechny budovy, ukraden majetek a hospodářská zvířata. V důsledku této akce bylo v obci Wola Ostrowiecka zabito 529 osob, včetně 220 dětí do věku do 14 let, a v obci Ostrówki zavražděno 438 lidí, včetně 246 dětí do věku 14 let. Celkem bylo v srpnu 1943 provedeno 301 nájezdů na polské vesnice a zavražděno nejméně 8280 Poláků.
„Věrohodně zní hypotéza Grzegorze Motyky, že byl přinejmenším v některých případech takto krvavý průběh akce úmyslný. Vraždy měly Poláky vyděsit, aby nedošlo k vytvoření efektivní obrany a donutily Ukrajince bojovat do posledního dechu, bez možnosti ústupu. Informace obsažené v jedné z polských zpráv podzemního hnutí, o letácích vyzývajících k opuštění Volyně se objevily pouze v okrese dubenském a kremeneckém.“

Ve druhé polovině roku 1943 UPA rozdělila mezi ukrajinské rolníky půdy a majetku po obyvatelstvu vypálených polských vesnic a půdu znárodněnou sovětskými orgány od roku 1939, a od června 1941.

### Přelom let 1943/44
Po období relativního klidu v říjnu a listopadu 1943, na konci roku, zejména v průběhu vánočních svátků v oblastech kolem Volyně začala nová vlna protipolských ozbrojených akcí vedených ukrajinskými nacionalisty. Skupiny UPA podporované místními ukrajinskými obyvateli, zaútočily na centra polských obyvatel a bráněné osady v okresech rówieńském, luckém, kowelském a wlodzimierském (tzv. „krvavé svátky“).
K další vlně útoků na Volyni došlo na začátku roku 1944. Využívajíce stažení německých posádek před postupující Rudou armádou zaútočily oddíly OUN a UPA na polské civilisty, kterým chyběla jakákoliv obranná síla. Mezi obcemi Kuśkowcemi Wielkimi a Śniegorówkou zavraždili 2. února 1944 na silnici 129 uprchlíků z Lanowic. 13. února v několika městech, které se nacházejí v těsné blízkosti Vladimiru Volyňského bylo zabito celkem asi 140 Poláků. Ve stejném měsíci v klášteře v obci Wiśniowiec milice SB OUN zavraždila asi 300 lidí, většinou žen a dětí. 
Podle názoru T. Snydera bylo do prosince nacionalistickými oddíly UPA zabito téměř 40 000 Poláků.
Na jaře roku 1944 oddíly vojsk UPA přemístily hlavní těžiště svého působení do oblastí Lvovské a Podolské. Tyto oblasti na Volyni byly početněji obývány Poláky Kromě toho, na levém břehu řeky Bugu eskalovala válka polsko-ukrajinských partyzánských oddílů.

## Organizace sebeobrany v polských obcích

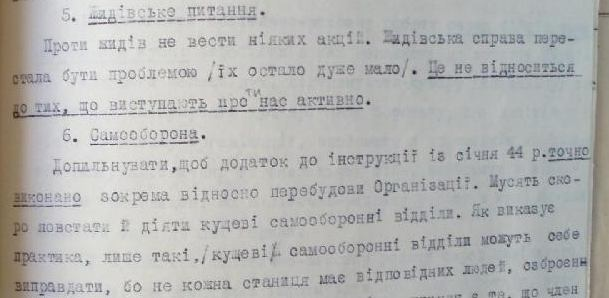
Zpráva UPA, že Židy již není třeba pronásledovat, (protože už jich zbylo málo, již nejsou problémem) a o organizaci polských sebeobranných uskupení

S nárůstem rizika útoků na polsko-ukrajinské vesnice na přelomu let 1942/43 se začaly spontánně tvořit vlastní obranné jednotky. Byly málo a špatně vyzbrojené a jejich činnost byla omezena především na hlídkování a systém varování před útoky. V roce 1943, bylo na Volyni založeno na základě iniciativy civilních orgánů něco málo přes 100 bodů sebeobrany polských civilistů před útoky ukrajinských partyzánů. První taková obranná uskupení vznikla ve vesnicích: Jeziory, Szachy, Serniki, Swarycewicze, Borowe, Dubrowica, Wolczyce, Huta Stepańska, Dobryń, Nowosiólki, Ostrowsk, Wieluń, Biala, Komary, Huta Sopaczewska, Haly.
V kostopolském okrese byla organizována sebeobrana ve vesnicích: Gluszków, Moczulanka, Nowiny, Stara Huta, Bronislawówka, Rudnia, Stryj, Mokre, Myszków, Zawolocz, Marulczyn, Woronusze, Jakubówka. Zvláště velká základna byla založena v regionu Stara Huta, kde 14 vesnic vytvořilo společný systém obrany řízený z hlavního centra v obci Stará Huta.
Druhá velká základna byla vytvořena v Przebrażi. Obec se změnila na opevněný tábor. Místní obranná jednotka se skládala ze 4 oddílů. V organizaci sebeobrany, výzbroji a výcviku jejích členů poskytoval podporu Lucký inspektorát Zemské armády (AK). V létě 1943 v Przebrażi byla vytvořena jednotka o síle sedmi oddílů a jednoho průzkumného jízdního oddílu. Celkem zde byly založeny obranné jednotky o síle asi 1000 ozbrojenců.
V oblasti jižně od Kovelu byly organizovány sebeobranná uskupení ve vesnicích: Zasmyki, Janówka, Radomle, Lityń, Ossa, Wierzbiczno, Suszybaba, Lublatyn, Zielona, Różyn, Stara i Nowa Dąbrowa.
Severně od Vladimiru Volyňského byly vytvořeny sebeobranné jednotky ve vesnicích: Spaszczyzna, Wodzinów, Wodzinek, Bielin, Sieliski, Aleksandrówka, Marianówka. Největší jednotky sebeobrany byly v Przebraże, Huta Stepańska, Pańska Dolina, Stara Huta, Zasmyki, Bielin. Menší střediska nevydržela útoky ukrajinských nacionalistů a byla zničena. Pouze někteří z vesničanů byli schopni se dostat do měst či větších středisek se silnějšími jednotkami sebeobrany.
Tato taktika však nebránila dalšímu vraždění ani v červenci 1943. Proto vládní delegace na Volyni vydala instrukce k vytváření základen a teroristických oddílů. Byla to pouze sporá iniciativa, protože počet obětí nacionalistické genocidy v červenci 1943 pouze poklesl. Z vytvořených jednotlivých středisek sebeobrany na území Volyně přežilo útoky jen asi tucet, ale větších základen sebeobrany (skládající se z několika sousedních vesnic obklopených různými druhy terénních polských opevnění), podporovaných teroristickými jednotkami bylo celkem 16, z nichž jednotky UPA dobyly pouze dvě. V lednu 1944 teroristické jednotky v této oblasti vytvořily 27. volyňskou pěší divizi. Vznikem sebeobrany byly na Volyni významně omezeny polské ztráty, ale genocidě Poláků zabránit nedokázaly.

### Další polská reakce na útoky
Již v roce 1943 se někteří Poláci, kteří přežili útoky na své vesnice, připojili k vojskům německé policie (asi 1200 osob), nebo k jakýmkoliv sovětským partyzánským jednotkám – jako součást nových jednotek – při pacifikaci ukrajinských obcí. V důsledku toho se v propagačních textech OUN a UPA objevují obvinění Poláků ze spolupráce se Sovětským svazem i Třetí říší.
Některé oddíly Polské zemské armády - největší polské odbojové organizace v zemi, zejména ty, v nichž sloužili rodinní příslušníci povražděných, se vzdor rozkazům nejvyššího velení mstily na ukrajinském civilním obyvatelstvu. Podle některých autorů bylo do poloviny roku 1944 vypáleno a vyvražděno cca 150 ukrajinských vesnic s 15 000 obyvateli, a útoky se dále rozšiřovaly.
Na začátku ledna 1944, poté co Rudá armáda překročila předválečné polské hranice, na příkaz armády byla nařízena mobilizace partyzánských oddílů ve Volyni a rozhodla se zahájit akci Bouře. 28. ledna 1944 byla založena 27. volyňská pěší divize (27. Wolyńską Dywizją Piechoty AK). 
Kromě akcí proti Němcům divize provedla 16 velkých vojenských akcí proti oddílům UPA, které byly směřovány proti ohrožení civilního obyvatelstva polské národnosti v západní Volyni.

## Odhady počtu obětí

### Polské oběti a vyšetřování
Zjištění přesného počtu Poláků zabitých během volyňského masakru stále čelí obtížím. Jedním z důvodů je fakt, že některé vesnice byly zcela srovnány se zemí a všichni jejich obyvatelé zabiti. Vraždy byly provedeny v oblastech postižených partyzánskou válkou a chaosem, často nebyly zločiny ani zdokumentovány. Mnoho svědků, kteří přežili masakr, uteklo z oblasti Volyně nebo byli deportováni na nucené práce v Říši, a později byli roztroušeni po celém Polsku, ale i ve světě. Polské orgány neprováděly šetření zločinů na Volyni v důsledku ztráty pohraničí ve prospěch SSSR. K prvním určitějším údajům se došlo až soukromým výzkumem několika polských badatelů provedeném v pozdních 80. letech. Výsledek těchto snah byl vydán v roce 1990 Józefem Turowskim a Wladyslawem Siemaszkem v publikaci Zbrodnie nacjonalistów ukraińskich dokonane na ludności polskiej na Wolyniu 1939–1944 („Zločiny ukrajinských nacionalistů vykonané na polském obyvatelstvu Volyně 1939–1944“) a Ludobójstwo dokonane przez nacjonalistów ukraińskich na ludności polskiej Wolynia 1939–1945 („Genocida ukrajinských nacionalistů proti polskému obyvatelstvu ve Volyni 1939–1945“) od autorů Wladyslawa a Ewy Siemaszkových.
V rámci studie Siemaszkových bylo zdokumentováno 36 543-36 750 polských obětí na Volyni, u nichž je známa identifikace zavražděných obyvatel polské národnosti podle jména, dále 13 500 až 23 000 obětí, jejichž okolnosti smrti nejsou známy, takže je autory celkový počet obětí odhadován na 50-60 000 nacionalisty zavražděných civilistů polské národnosti. K podobnému odhadu dochází i Grzegorz Motyka a Jan Kęsik.
Jiní historici a badatelé odhadují polské oběti masakru na Volyni následovně: Ryszard Torzecki: 30 000 až 40 000, obětí Aleksander Korman: 68 700 obětí, Tadeusz A. Olszański: 60 000 až 80 000 obětí, Józef Turowski: 60 000 obětí, Wincenty Romanowski: 70 000 obětí, Pawel Wieczorkiewicz: 40 000 až 70 000 obětí.
V roce 2010 Ewa Siemaszko zvýšila odhady polských obětí masakru na Volyni, zahrnujíce jednotlivé oběti v období před genocidou na 60 000.
Za nejpravděpodobnější polští historici v první dekádě 21. století považují odhad počtu zavražděných Poláků na Volyni 50-60 000, z toho 15 tisíc. do července 1943 a 17 000 v červenci 1943. Velká skupina Poláků hledala útočiště ve městech v péči Němců, cca 5–7 000, jiná část odešla k sovětským partyzánům. Celkové ztráty polského obyvatelstva Volyni, včetně mrtvých, zraněných, deportovaných (a zavražděných poté, co byli zatčeni), které NKVD v 1939–1941 poslala na Sibiř a do Kazachstánu (cca 45 tis. osob), zavražděných ve věznicích NKVD v Lucku, Rivne a menších městech v červnu 1941 (po napadení Sovětského svazu Třetí říší), deportovaných na nucené práce do Německa (25 000 Poláků v červnu 1943), zavražděných při pacifikaci německou policií a uprchlíků bylo v období 1939–1945 asi 150 tisíc lidí. Polské ilegální organizace (okresní delegát vedení) ve zprávě ze dne 7. října 1943 (a tedy po největší vlně vraždění) hodnotí ztráty polského obyvatelstva na 170 000, především v 11 městech a 25 okresních bráněných základnách.
Část údajů získaných od Siemaszka je považována za nadhodnocenou ukrajinským místopiscem Jaroslavem Carukou. Na základě jeho vlastního výzkumu ve vladimirském okrese byl autory nadhodnocen počet obětí o 1916 Poláků, a počet obětí ukrajinského lidu snížen o 1184. Carukovy tvrzení jsou v rozporu s polskými svědectvími. Gregory Hryciuk Carukovi vytýká, že při psaní podlehl svému spisovatelskému talentu. Grzegorz Motyka přiřazuje oběti připisované Carukou Polákům, německým zločinům. Údaje, které uvádí Jaroslav Caruka nejsou nijak věrohodně ověřeny.
V okresech lvovském, tarnopolském a stanislawowském při podobných útocích bylo zabito od 20–25 tisíc do asi 70 tisíc polských civilistů. V okresech poleskim i lubelskim, bylo zavražděno 10-20000 civilistů polské národnosti – celkem na Volyni padl obětí různých etnických čistek od 80 do 100 tisíc osob podle různých zdrojů. (Ryszard Torzecki) [84], 100 tisíc. (Grzegorz Motyka) [85], 120 tisíc. (Czeslaw Partacz) nebo o něco více než 130.000. (Ewa Siemaszko) osob polské národnosti. Celkový počet Ukrajinců, kteří byli zabiti v důsledku polských aktivit ve stejné oblasti Grzegorz Motyka odhaduje 10-15 000. lidí.
Ryszard Szawlowski v článku Genocidum atrox („hrozná, krutá genocida“), také publikovaném jako Trzy ludobójstwa („Tři genocidy“) navrhl tezi o rovnocennosti zločinů spáchaných Třetí říší, Sovětského svazu a ukrajinskými nacionalisty. Dává zločinům Ukrajinců vyšší klasifikaci než u německých a sovětských zločinů, odtud název jeho studie.

### Dokumentace zločinů
Vyšetřování zločinů spáchaných ukrajinskými nacionalisty proti obyvatelstvu polské národnosti ve Volyni a Podolí provádí především místní oddělení Ústavu paměti národa. Vedle státních institucí zřízených zákonem k prošetření, dokumentaci a stíhání zločinů proti polskému národu jako je Ústav národní paměti, probíhá výzkum a dokumentace zločinů spáchaných ukrajinskými nacionalisty sociálními organizacemi, včetně organizace Światowy Związek Żolnierzy Armii Krajowej (Světový svaz vojáků zemské armády, zal. 1992); oddělení Komise ŚZPNP v Rzeszowě vede „vyšetřování trestných činů spáchaných ukrajinskými nacionalisty proti polské populaci žijící v Přemyšlské oblasti v letech 1944–1948“. Dále se ve výzkumu angažuje Stowarzyszenie Upamiętnienia Ofiar Zbrodni Ukraińskich Nacjonalistów (Asociace pro památku obětí ukrajinských nacionalistů), založená ve Vratislavi (r. 1982, prvních sedm let v ilegalitě), která čtvrtletně vydává publikaci Na Rubieży. Sdružení Charta se podílelo, v letech 1997–2005, na organizaci série seminářů polských a ukrajinských historiků zaměřených na vzájemné vztahy v průběhu druhé světové války. Výsledkem je desetidílná série Polska-Ukraina. Trudne pytania („Polsko-Ukrajina. Obtížné otázky“), která obsahuje studie připravené během seminářů.

### Oběti s jinou než polskou národností
Ukrajinští nacionalisté vraždili také Ukrajince kteří nebyli příznivci UPA a pomáhali Polákům, jakož i kolaboranty se sovětskou mocí v letech 1939–1941. Dále se obzvláště zaměřovali na Židy, kteří ještě přežili německé vyhlazování a lidové pogromy. Mnoho z obětí bylo i mezi těmi, kteří uzavřeli národnostně smíšená manželství. Podle propočtů Siemaszka bylo na Volyni během let 1941–1945 rukama ukrajinských nacionalistů zavražděno: 846–847 Ukrajinců, 1210 Židů, 342 Čechů, 135–136 Rusů a 70 osob jiných národností. Tato data zdaleka nejsou úplná.
"... Partyzáni loajální k banderově OUN zavraždili desítky tisíc ukrajinských krajanů, podezřelých z vazeb na Borowice nebo Melnyka. I když nikdo nezkoumal tento problém, pravděpodobně v roce 1943 UPA zavraždila stejně Ukrajinců jako Poláků."

V odvetě obyvatel polské národnosti podle Grzegorze Motyky na Volyni zemřelo asi 2–3 000 Ukrajinců. Gregory Hryciuk odhaduje toto množství na 2–2,2 tis. zavražděných obyvatel ukrajinské národnosti, Wolodymyr Serhijczuk mluví v obecné rovině "několika tisících".
Obětí etnických čistek byla i malá komunita Arménů v polské Haliči, zavražděných pro spojení s polskými obyvateli (arménský arcibiskup Joseph Teodorowicz výrazně podporoval připojení Lvova k Polsku). Ve dnech 19.–21. dubna 1944 v Kutach nad Czeremoszem v oblasti Pokutí (známé jako hlavní středisko polsko-arménského osídlení) bylo zavražděno asi 500 polských Arménů a Poláků.

### Češi

#### Vyvraždění Českého Malína
V době Volyňského masakru v oblasti Volyně vládla anarchie a v obcích s obyvateli české národnosti na Volyni docházelo k vzájemným ozbrojeným střetům partyzánských oddílů i odvetným akcím wehrmachtu. Civilní obyvatelstvo bylo okrádáno a beztrestně vražděno armádou i partyzány. Většina Čechů byla Němci a ukrajinskými povstalci upálena zaživa ve stodolách, včetně žen, dětí a starých osob.
Známý je případ, kdy obec s obyvateli české národnosti Český Malín byla srovnána se zemí nacisty, podle dostupných zdrojů mimo německých vojáků okupačních jednotek SS i za účasti ukrajinského oddílu wehrmachtu z nedaleké obce Nerotuvka. Údajně součástí jednotky byli i rusky mluvící vojáci (uvádí se, že bělogvardějci, tedy členové Ruské osvobozenecké armády). Rusky mluvící vojáci německého wehrmachtu, Vlasovci, byli později vysláni na trestní výpravu k vykonání hromadných poprav do další české vesnice Český Volkov.
Jsou zveřejňovány i teorie, zda nešlo u masakru v Českém Malíně o provokaci UPA, podobně jako tomu bylo v případě, kdy jednotka banderovců Petra Netoviče, vydávající se za sovětské partyzány, vstoupila do polské vesnice Parosle a vyvraždila ji.

### Židé
Ukrajinský nacionalismus historicky nezahrnoval vyloženě antisemitismus jako hlavní aspekt svého programu a považoval Rusy i Poláky za úhlavního nepřítele, přičemž Židé hráli vedlejší roli. Jednalo se spíše o osoby v úředních funkcích a bolševiky.
Když byl Bandera v konfliktu s Němci, UPA pod jeho pravomocí chránila Židy a dokonce zahrnovala některé židovské bojovníky a lékařský personál. V oficiálním orgánu vedení OUN-B pokyny skupinám OUN naléhaly na tyto skupiny, aby „likvidovaly projevy škodlivého zahraničního vlivu, zejména německé rasistické koncepty a praktiky“. Několik Židů se zúčastnilo Banderova podzemního hnutí, včetně jednoho z Banderových blízkých spolupracovníků Richarda Jary, který byl žid ženatý s židovkou. Dalším významným židovským členem UPA byl Leyba-Itzik „Valerij“ Dombrovsky.
Nepřátelství vůči sovětské ústřední vládě i židovské menšině bylo zdůrazněno na konferenci OUN-B v Krakově v květnu 1941, na které vedení Banderovy frakce OUN přijalo program „Boj a akce OUN během války“ (ukrajinsky: „Боротьба й діяльність ОУН під час війни"), která načrtla plány aktivit na počátku nacistické invaze do SSSR a západních území Ukrajinské SSR. V programovém prohlášení stojí: Moskali [tj. etničtí Rusové], Poláci a Židé, kteří jsou vůči nám nepřátelští, mají být zničeni v boji, zejména ti, kteří se staví proti režimu, pomocí deportací do jejich vlastních zemí, nebo vymýcení jejich inteligence, což se nesmí připustit do jakýchkoli vládních funkcí a celkově bránění jakémukoli vytváření této inteligence (např. přístup ke vzdělání atd.)... Židé mají být izolováni a odstraněni z vládních funkcí, aby se zabránilo sabotáži... Ti, kteří jsou považováni za nezbytné osoby, mohou pracovat pouze pod přísným dohledem, ale musí být odvoláni ze svých pozic za sebemenší pochybení... Židovská asimilace není možná!
Podobný přístup byl i ze strany Poláků vůči židům.

## Materiální ztráty
Kromě velkého počtu obětí proti-polských akcí ukrajinských nacionalistů na obyvatelstvu na Ukrajině vedly masakry i k obrovským materiálním ztrátám na Volyni.
Jako přímý důsledek války bylo zničeno malé procento historických objektů. Ty utrpěly největší škody během masakrů polských občanů ze strany Ukrajinců, zejména na Volyni. Kostely byly často jedno z posledních míst, kde hledali Poláci přístřeší. V důsledku mimořádných krutostí ukrajinských vrahů, se staly jejich hrobem. Nenávist, hněv a vandalismus byly nakonec nejvíce destruktivním faktorem poškozujícím kulturní dědictví této země.

Je možné určit, že pouze v oblasti Volyně (vyjma oblasti ve východní Haliči) bylo z celkového počtu 1150 polských venkovských sídel, ve kterých bylo 31 tis. hospodářství (obydlených zemědělských statků, farem), ukrajinskými vojáky zničeno 1048 osad a 26 167 zemědělských statků. Kromě toho, z volyňských 252 kostelů a kaplí bylo zničeno 103 budov.
Už 16. října 1943 velitel vojenského okruhu UPA Turov (Turiw), přikázal svým vojákům, aby vytvořili ekonomické blokády měst tak, aby nebyl chleba pro uprchlíky a byly odstraněny stopy polské kultury prostřednictvím rozebírání nebo vypalování domů. Další odstranění hmotných projevů Poláků na Volyni bylo provedeno v souladu s rozkazem OUN 2. února 1944.
"[...] 7. Likvidace stop polskosti [...].

a) Zničit všechny stěny kostelů a dalších polských kultovních budov,
b) zničit stromy vedle budov tak, aby nezůstaly žádné stopy, že tam někdo někdy žil, ale nezničit ovocné stromy podél silnic,
c) do 21. listopadu 1944 zničit všechna polské obydlí, kde dříve žili Poláci [...]. Je třeba upozornit opět na skutečnost, že pokud něco polského zůstane, budou vznášet Poláci nároky na naše území.

Postój, 9.02. [19] 44 r. Mandriwny"

## Angažmá sovětských tajných služeb?
Obecné poznatky vědeckých konferencí za účasti polských a ukrajinských historiků v roce 1999 vedly k závěru, že sovětské tajné služby (NKVD a GRU) přispěly k zažehnutí a rozvoji polsko-ukrajinského nepřátelství. Má se za to, že míra zapojení sovětských zvláštních služeb a hypotéz v této oblasti, nemá být ale vyřešena bez přístupu k dokumentaci těchto služeb, která se nachází v utajených archivech Ruské federace.
Tvrzení o údajném úsilí posílit vzájemné polsko-ukrajinské rozmíšky Sověty bylo napadeno Grzegorzem Hryciukem, který nevidí možnost sovětské a německé provokace při rozhodování o spuštění etnické čistky. Také podle nedávných prohlášení (2011) Grzegorze Motyki teze o sovětských provokacích by při zkoumání průběhu etnických čistek měla být jasně odmítnuta. Neexistuje žádný zdokumentovaný případ útoku NKVD na jakékoliv polské vesnice, který by napodoboval masakry prováděné UPA. Také státní zástupce Petr Hare, z oddělení Ścigania Zbrodni Przeciwko Narodowi Polskiemu (Stíhání zločinů proti polskému národu) se domnívá, že rozkaz k vyhlazení se zrodil ve vedení OUN-UPA a dalšími určujícími faktory následné genocidy bylo množství ukrajinských rolníků zagitovaných pro účast na masakrech a ukrajinský nacionalismus. Jak poznamenal Timothy Snyder, sociální a historická situace byla podobná, jako je nyní v Bělorusku, kde ale nebyly pokusy o vyhlazení Poláků. Rozdíl je v nacionalistické ideologii, která není běžná mezi Bělorusy.

## Dnešní reflexe událostí

### Připomínání masakrů v polském prostředí

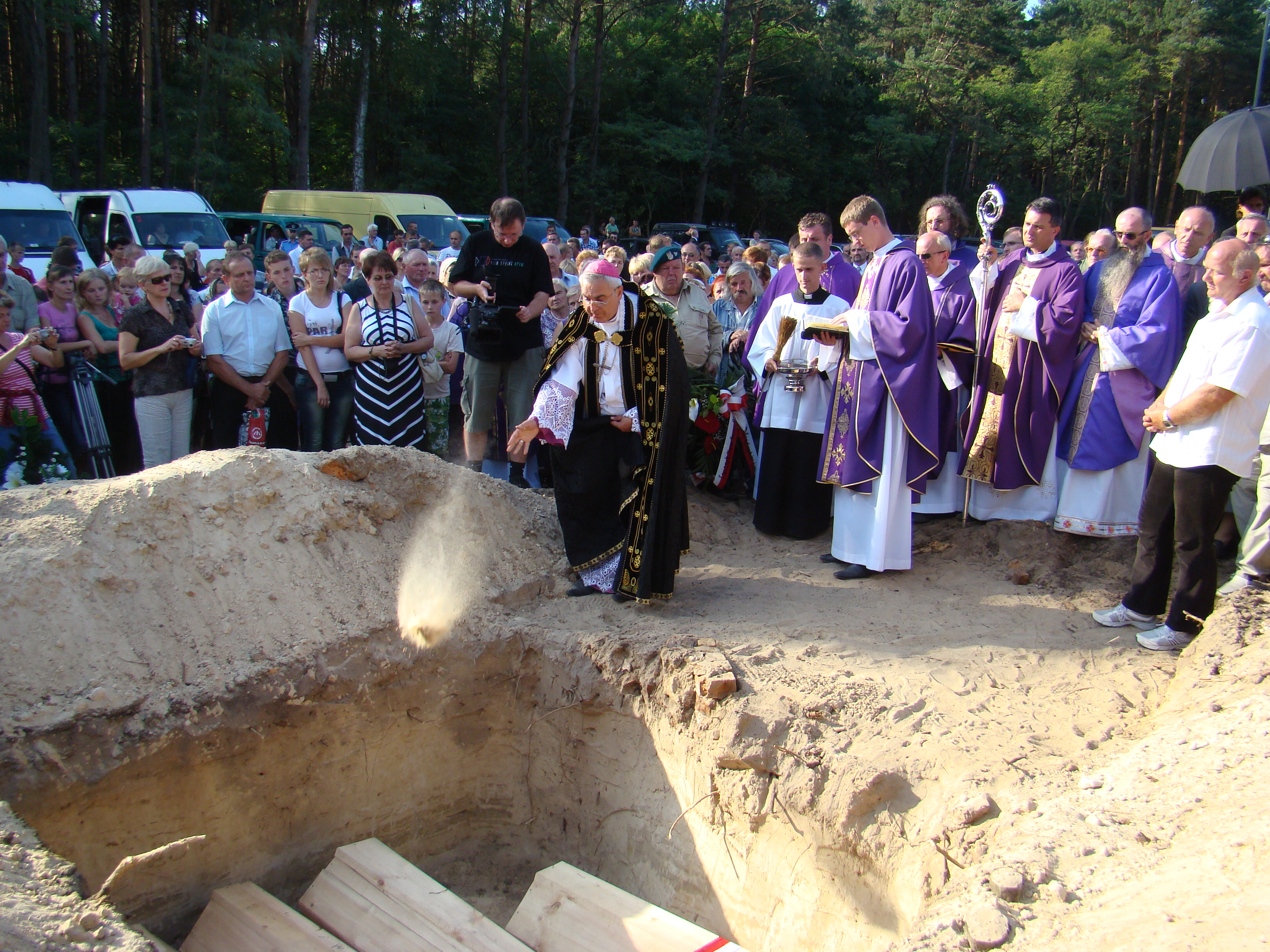
Pohřeb obětí v obci Ostrówki (2011)

- 10. července 2003 při 60. výročí masakru na Volyni pozdější premiér Jarosław Kaczyński řekl:"Co se stalo před 60 lety na Volyni a později v jiných částech východní Haliče – to byla genocida! Byla to genocida v nejčistší smyslu slova! Byla to genocida ve velkém měřítku, a každý, kdo to nechce říci, kdo to prostě neříká - kapituluje před zločiny, zajistil triumf zločinců [...] Je-li v některém způsobem relativizována, snižována váha, není-li definován přiměřeně způsob, tedy jako genocida, masové zabíjení Poláků - je vytvářen základ pro opakování takových událostí!"
- 11. července 2003, při 60. výročí masakru v Porycku, prezidenti Polska (Aleksander Kwaśniewski) a Ukrajiny (Leonid Kučma) odhalili památník obětem v Porycku. Prezident Aleksander Kwaśniewski tehdy řekl: „Musí zde být vyjádřen morální protest proti ideologii, která vedla k 'protipolské akci', kterou iniciovala část Organizace ukrajinských nacionalistů a Ukrajinské povstalecké armády. Vím, že tato slova mohou bolet hodně, ale žádný cíl, ani hodnota, ani tak hrdá jako svoboda a suverenita národa, nemůže odůvodnit genocidu, masakry civilistů, násilí a znásilnění, způsobující sousedům kruté utrpení. Ukrajinský národ nemůže být viněn z masakru spáchaného na polském obyvatelstvu. Nejsou zde žádné národy vinny, ... jsou to vždy konkrétní lidé, kteří nesou zodpovědnost za zločiny.“[122]
- 17. září 2004 byl odhalen na hřbitově v obci Rakowice památník obětem ukrajinské genocidy proforem Akademie výtvarných umění Jana Matejky v Krakově Czeslawem Dźwigajem.
- 29. října 2007 – návrh usnesení, aby masakr Poláků Ukrajinci na Volyni v letech 1942–1944 byl označen za genocidu, návrh byl vypracován čtyřmi poslanci zvolenými ze strany Ligy polských rodin [111] a předložen všem delegacím v Evropském parlamentu.[123] Návrh usnesení, nicméně, nebyl odhlasován.[124]
- 17. května 2008 se konala ve Varšavě mezinárodní konference: Polska-Ukraina przyjaźń i partnerstwo (OUN-UPA hańba i potępienie). (česky: Polsko-Ukrajina přátelství a partnerství (OUN-UPA hanba a odsouzení) .
- 10. července 2008 se konala ve Varšavě, v galerii Porczyński, konference k 65. výročí vyhlazení polského obyvatelstva ve východním pohraničí ze strany ukrajinských nacionalistů.
- 29. září 2008. Zastupitelstvo Dolnoslezského vojvodství si připomnělo 65. výročí genocidy polského obyvatelstva na Volyni - Kresy, jihovýchodní pohraničí polské republiky zvláštním usnesením.[125]
- Bylo odloženo vybudování a odhalení pomníku genocidy provedené OUN-UPA[126] Původně bylo plánováno zřízení pomníku na Plac Grzybowski, ale proti formě (pětimetrový strom větvemi napodobující křídla a mrtvolami dětí přibitými ke kmeni) protestovala mimo jiné Agnieszka Hollandová a Bronisław Geremek.[127] Pomník inspiroval jeden z činů UPA, kdy byly u obce Tarnopol „věnce“ ze zabitých dětí omotány kolem stromů u cesty s nápisem „Cesta Ukrajiny k nezávislosti“.[109]
- 15. července 2009. Polský Sejm přijal aklamací usnesení O tragickém osudu Poláků ve východním pohraničí k 66. výročí zahájení hromadných vražd, etnických čistek a genocidy Organizací ukrajinských nacionalistů a Ukrajinské povstalecké armády v pohraničí během druhé světové války.[P 5]
- 27. října 2009. Zastupitelstvo Opolského vojvodství uctilo památku Poláků a občanů druhé polské republiky jiných národností, zavražděných v pohraničí republiky, a také vzdali hold příslušníkům jednotek sebeobrany a armády a rolnickým praporům, kteří vedli hrdinný boj na obranu polských civilistů.[128]
- 28. prosince 2009. Zastupitelstvo Podkarpatského vojvodství vzdalo hold polským občanům a občanům druhé republiky zavražděným v pohraničí a odsoudilo zločiny OUN-UPA.[P 6]
- 27. září 2010. Malopolské regionální shromáždění ve zvláštním usnesení uctilo památku Poláků a občanů jiných národností zavražděných OUN a UPA. Regionální rada rovněž poděkovala Ukrajincům, kteří pomohli polským sousedům. Také vzdala hold ozbrojeným jednotkám, které působily při obraně civilního obyvatelstva.[129]
- 2. června 2012 Zastupitelstvo Lubušského vojvodství uctilo památku obětí v pohraničí členy Organizace ukrajinských nacionalistů a Ukrajinské povstalecké armády, a apelovalo na polské orgány, aby přijalo usnesení o ustanovení dne 11. července dnem památky obětí genocidy na východním pohraničí druhé republiky.[130]
- 6. března 2013 polský biskup římskokatolické církve a arcibiskup lvovský Mieczyslaw Mokrzycki na 361. zasedání Konference polského episkopátu ve Varšavě informoval ostatní polské biskupy, že uvažovaný společný Pastýřský list katolické církve a řeckokatolické církve k 70. výročí masového vraždění polských civilistů na Volyni a ve východní Haliči nebude vytvořen z důvodu nepřijatelných požadavků ukrajinské církve, která trvá na tom, aby seznam obsahoval tvrzení o zbavení práv Ukrajinců „na jejich vlastní půdě“ a „bratrovražedné válce“, která, podle arcibiskupa Mokrzyckého měla sloužit vytvoření dojmu falešné spoluzodpovědnosti jednotlivých stran. Polští biskupové, kteří pracují na Ukrajině sdělili, že ukrajinští biskupové se snaží najít v příčinách masakru na Volyni vliv činnosti Poláků a i nadále zůstává populární nacionalistická linie zaměřená na relativizaci zločinů, popírání existence genocidy ve Volyni (jež je ozn. za pouhé „vysídlení“ polského obyvatelstva) a negování vlivu ukrajinského integrálního nacionalismu. Návrh řeckokatolických biskupů neuváděl pachatele, tedy podle slov arcibiskupa bylo možné dojít k závěru, že vyhlazení polského obyvatelstva způsobily „neosobní síly“. Velký rozruch mezi polskými biskupy také vyvolávaly navržené formulace ukrajinského duchovenstva určené polské straně, jako např. že Poláci by měli „odpouštět a prosit o odpuštění“.[131]
- 22. dubna 2013, v reakci na návrhy usnesení předložené kluby v polském Sejmu k výročí masakru ve Volyni, Lvovskou radou a ukrajinskými aktivisty různých společenských organizací se konalo setkání na toto téma. Během setkání, mimo jiné, promluvil člen Nejvyšší rady Ukrajiny Anatolij Vitiv, který řekl, že Ukrajinci jsou oběťmi polské okupace a nebudou Poláky žádat o odpuštění. Volodymyr Sereda kritizoval postoj římskokatolické církve a používání termínu „genocida“ polskou stranou v souvislosti s událostmi na Volyni. Předseda Lvovské Regionální rady Oleh Paňkevyč, vyzval k "předložení důkazů, svědčícím že kterýkoliv evropský národ je civilizovaný" a vybíral peníze pro různé druhy "odvety". Mezi shromážděnými zaznívaly hlasy tvrdící, že na Volyni bylo zabito více Ukrajinců rukama Poláků, a že lvovské úřady by měly připravit ultimátum polské straně.[132]
- 12. července 2013 Polský Sejm přijal usnesení, které uznává zločiny na Volyni za etnické čistky, které mají znaky genocidy, ale dříve zamítl novelu strany Právo a spravedlnost, která nazývala tyto zločiny termínem genocida.
- 14. července 2013 se v Lucku k 70. výročí masakru (nebo jiným slovem nahradit slovo oslavy, na památku obětí se nekonají oslavy) konaly na památku obětí zločinů, za účasti prezidenta Polska Bronislawa Komorowského, náměstka předsedy vlády Ukrajiny Kostyantyn Hryszczenki a lvovského arcibiskupa Mieczyslawa Mokrzyckého.[133]
- 14. července 2013 během setkání s věřícími při modlitbě Anděl Páně, papež František řekl: „Shromáždili jsme se ke společné modlitbě s duchovními a věřícími církve na Ukrajině, v katedrále v Lucku, ke mši za duše obětí masakru na Volyni, jehož 70. výročí si připomínáme… … Tyto akty, podmíněné nacionalistickou ideologií v tragické souvislosti s druhou světovou válkou měly za následek desítky tisíc obětí a zraněné bratrství dvou národů, polského a ukrajinského.“[134]
- 22. července 2016 polský Sejm přijal usnesení označující vraždění Poláků na Volyni za genocidu. Pro hlasovalo 432 poslanců, 10 se zdrželo a nikdo nebyl proti a 11. červenec byl stanoven jako památný den obětí genocidy. Ukrajinský prezident Petro Porošenko vyjádřil nad polským usnesením politování a vyzval k usmíření.[135][136]

#### Některé pomníky

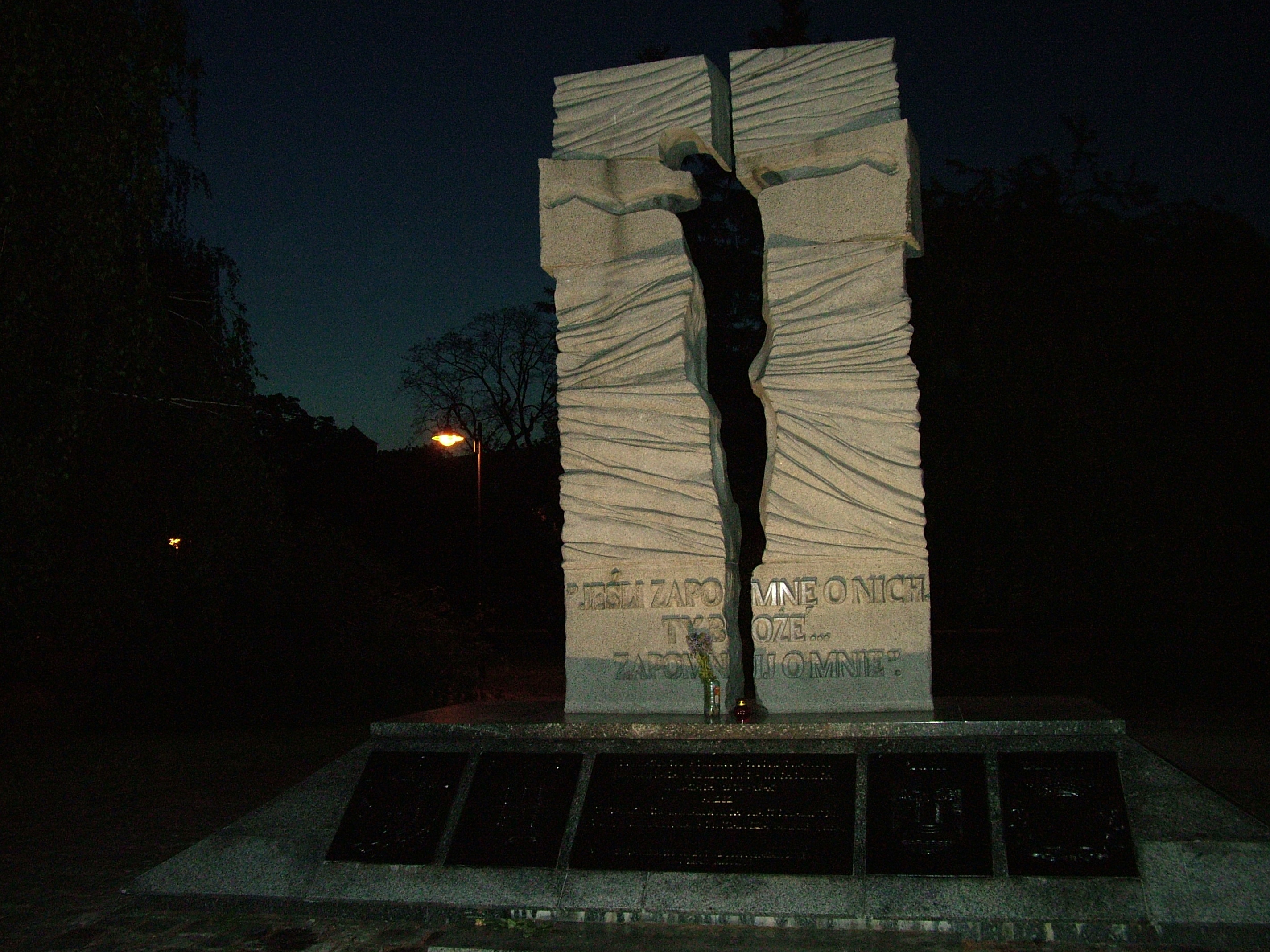
Pomník obětem OUN-UPA ve Vratislavi
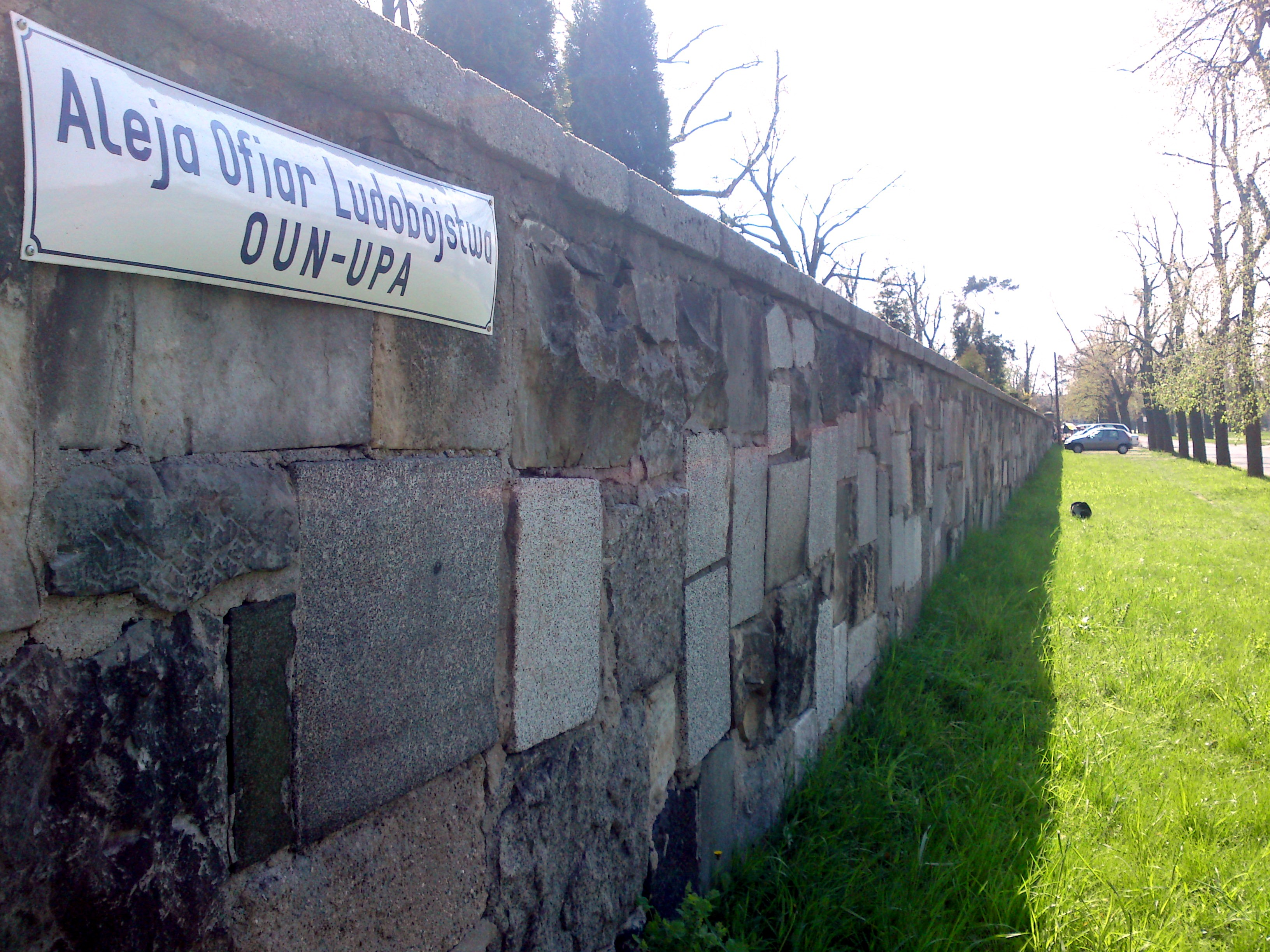
Alej obětí genocidy OUN-UPA v Lehnici
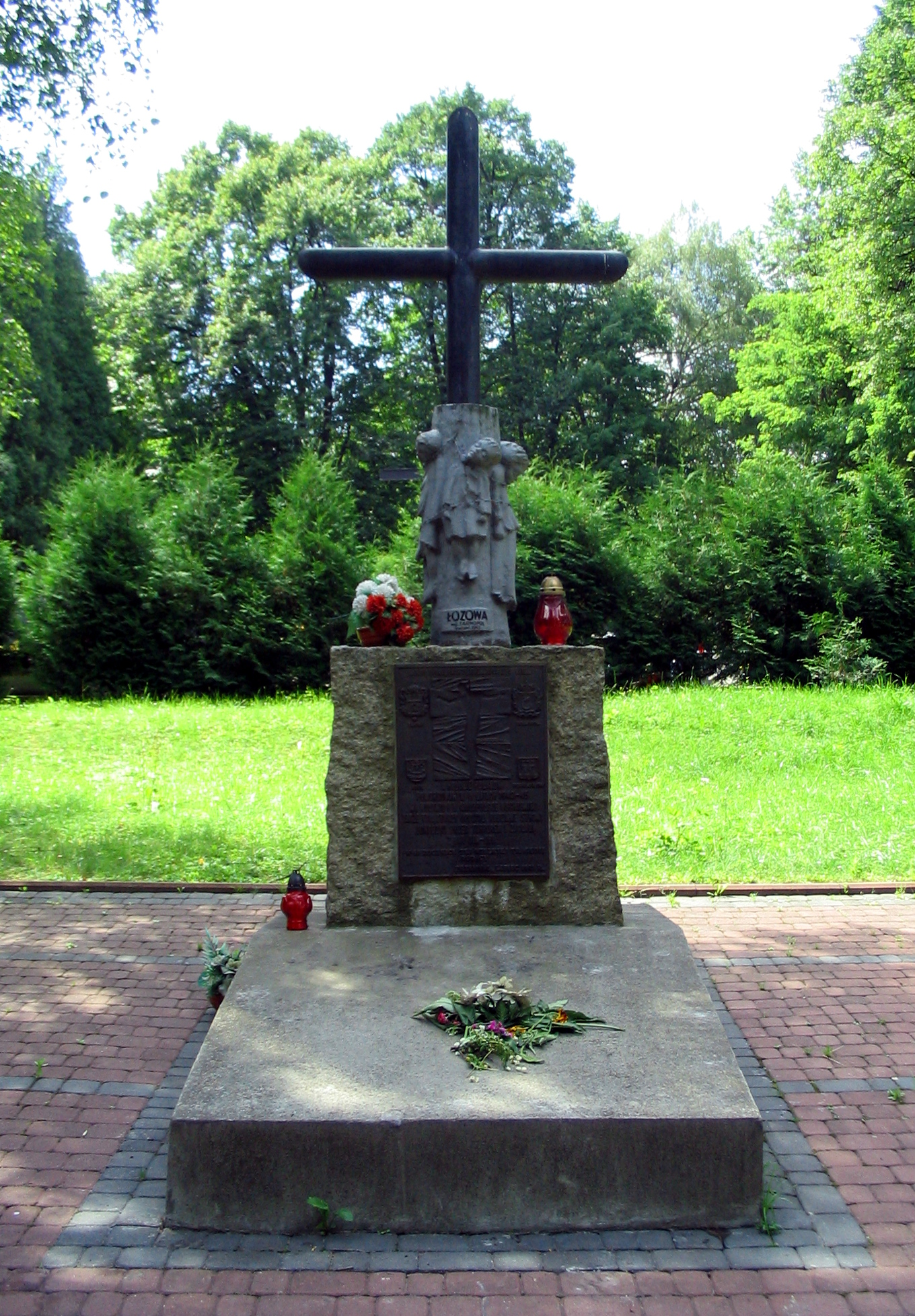
Polákům zavražděným OUN-UPA - památník v Přemyšli
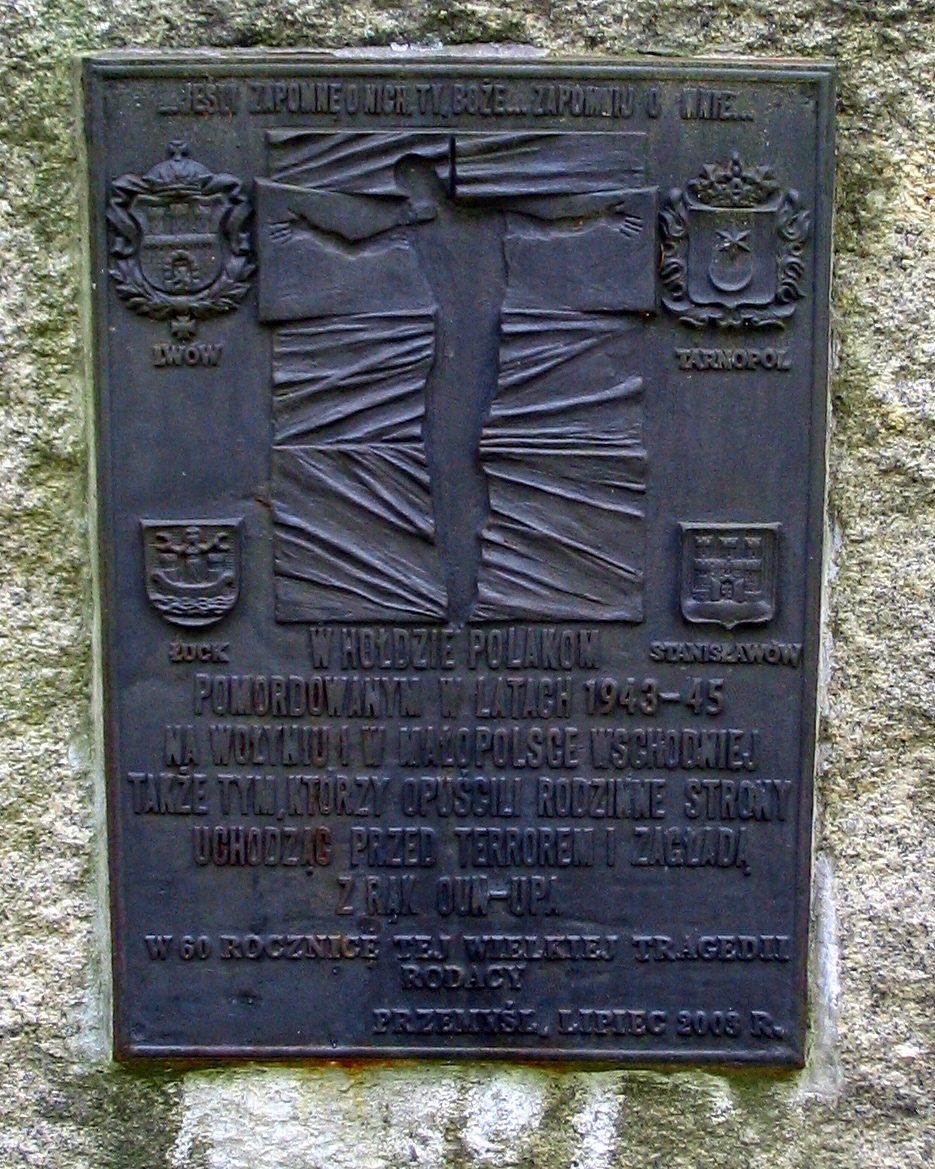
Tabule na pomníku v Przemyšli (detail)
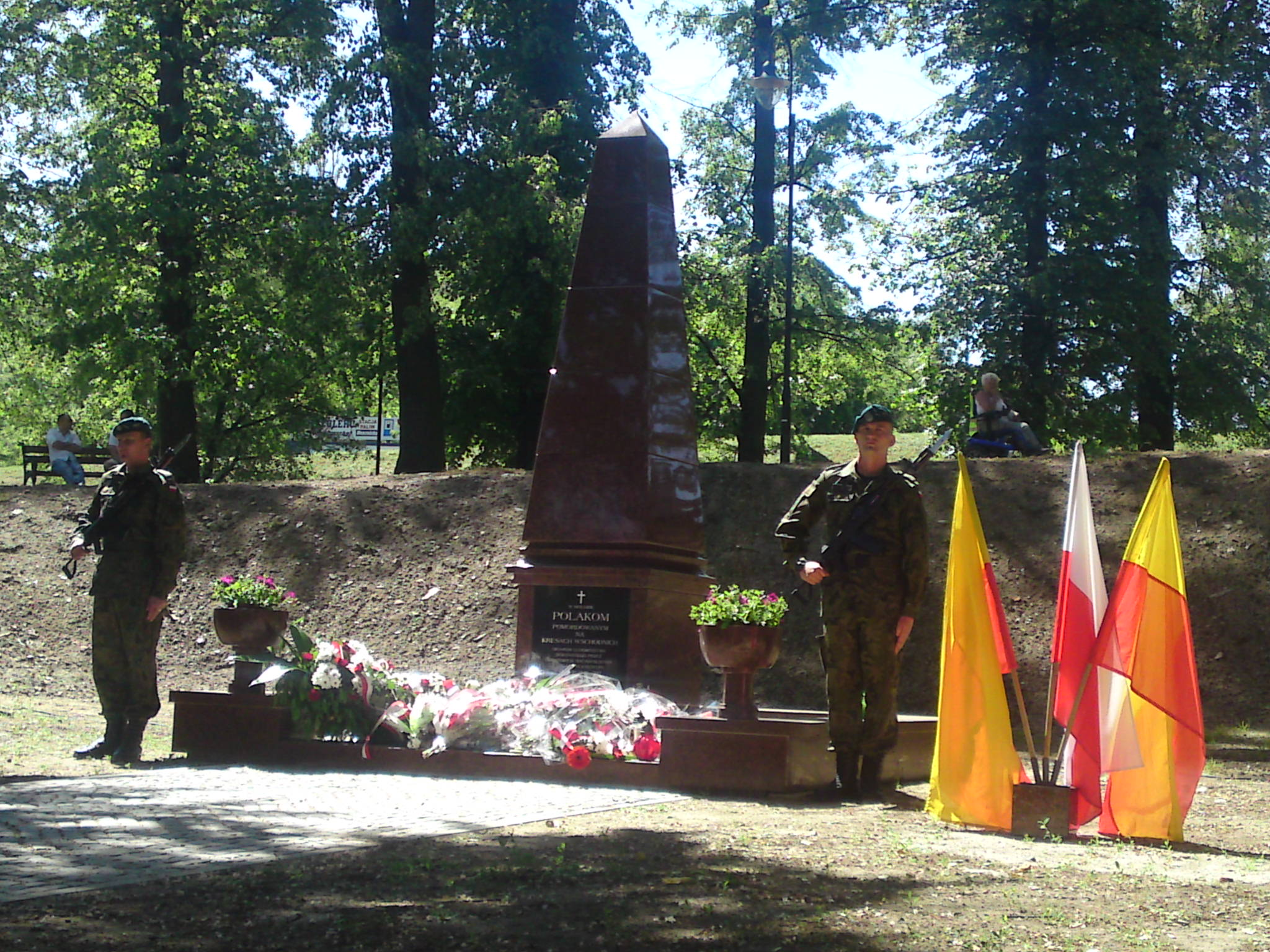
Památník obětem OUN-UPA v Kladsku. Obsah nápisů na tabuli: „Na počest Poláků zavražděných ve východním pohraničí, obětem genocidy spáchané ukrajinskými nacionalisty z organizací OUN-UPA v letech 1939–1947“
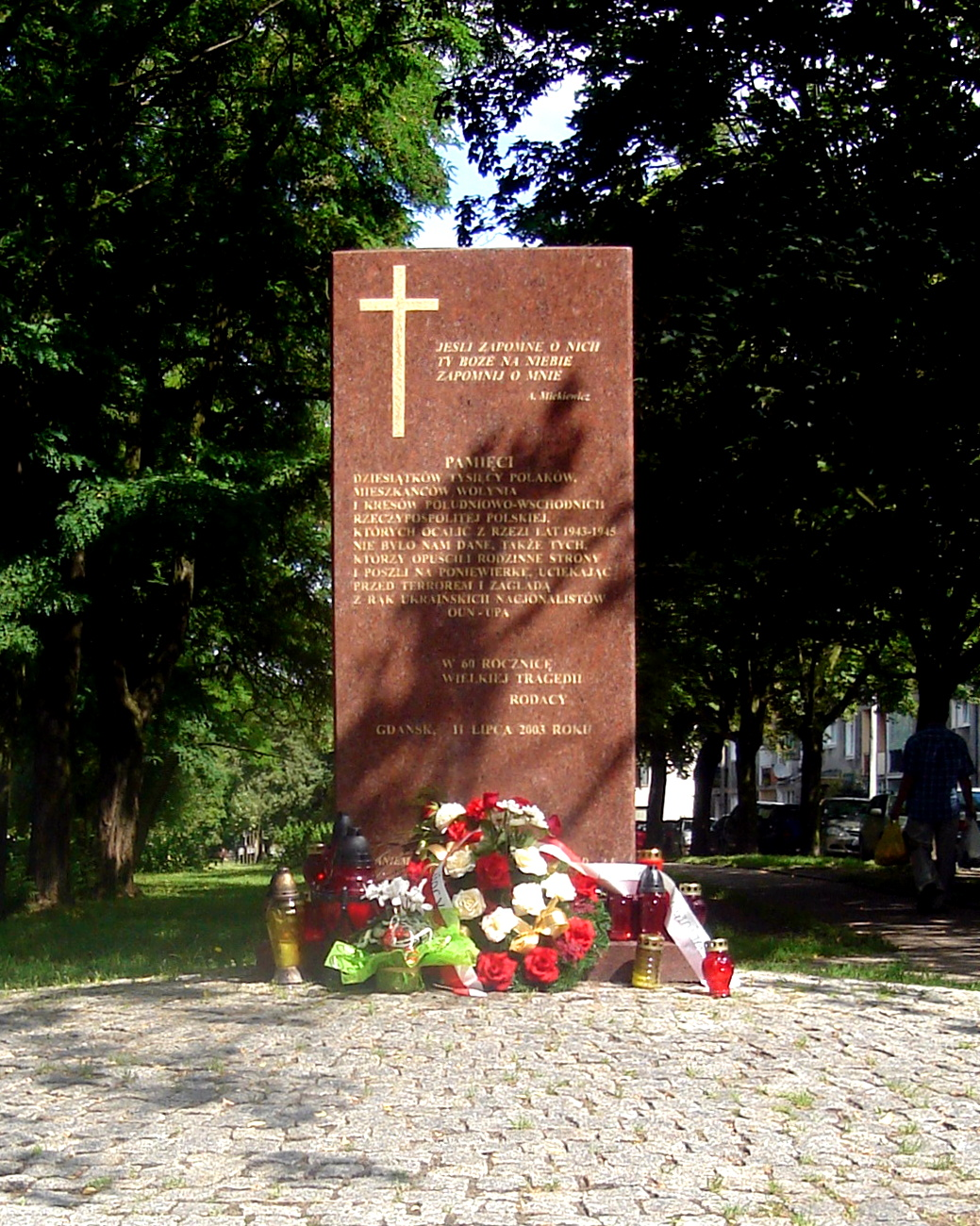
Gdaňský monument na paměť Poláků zavražděných ukrajinskými nacionalisty na Volyni v letech 1943–1945
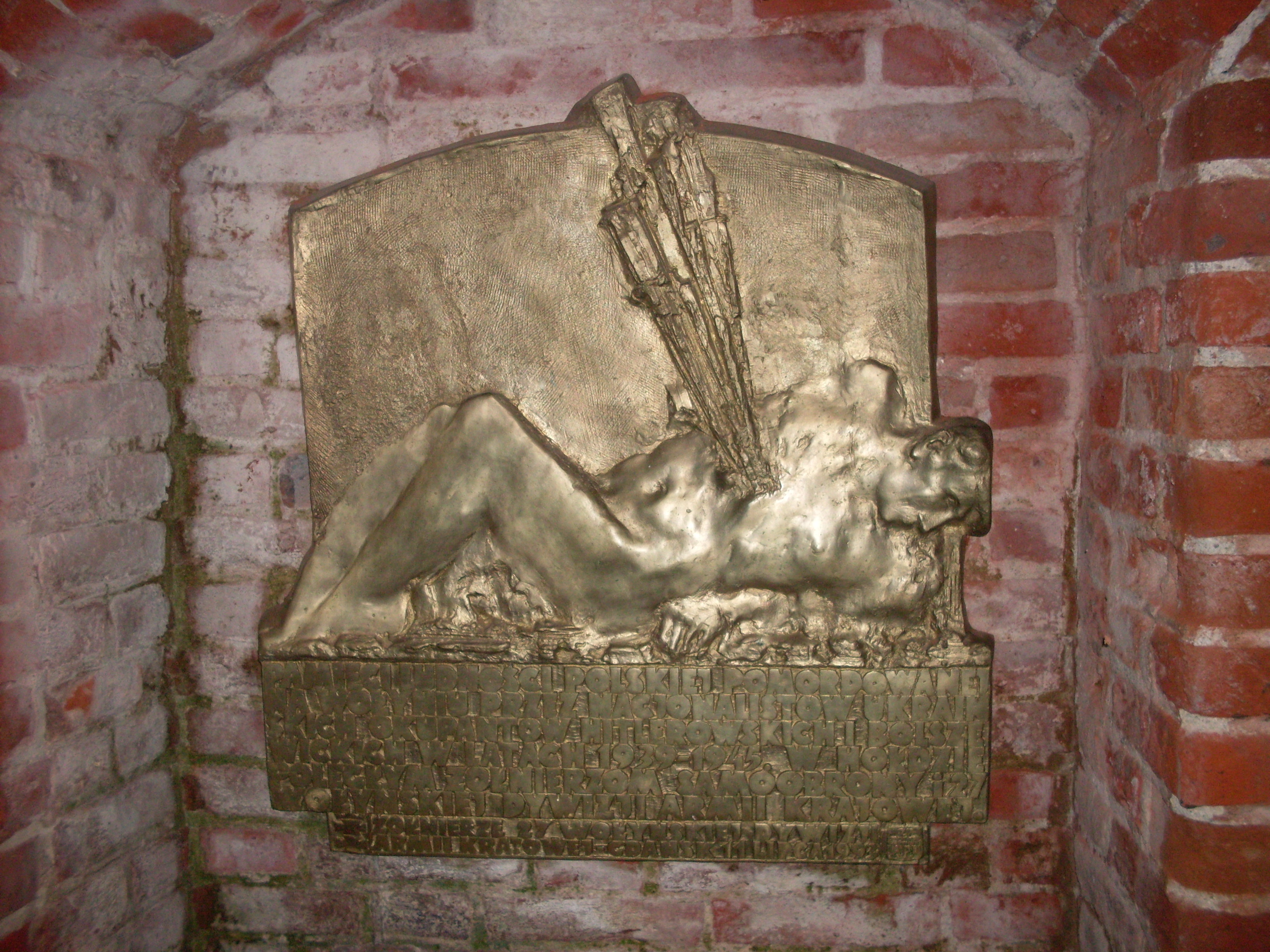
Deska na počest obětí volyňských řeží v kryptě gdaňského kostela sv. Brigity
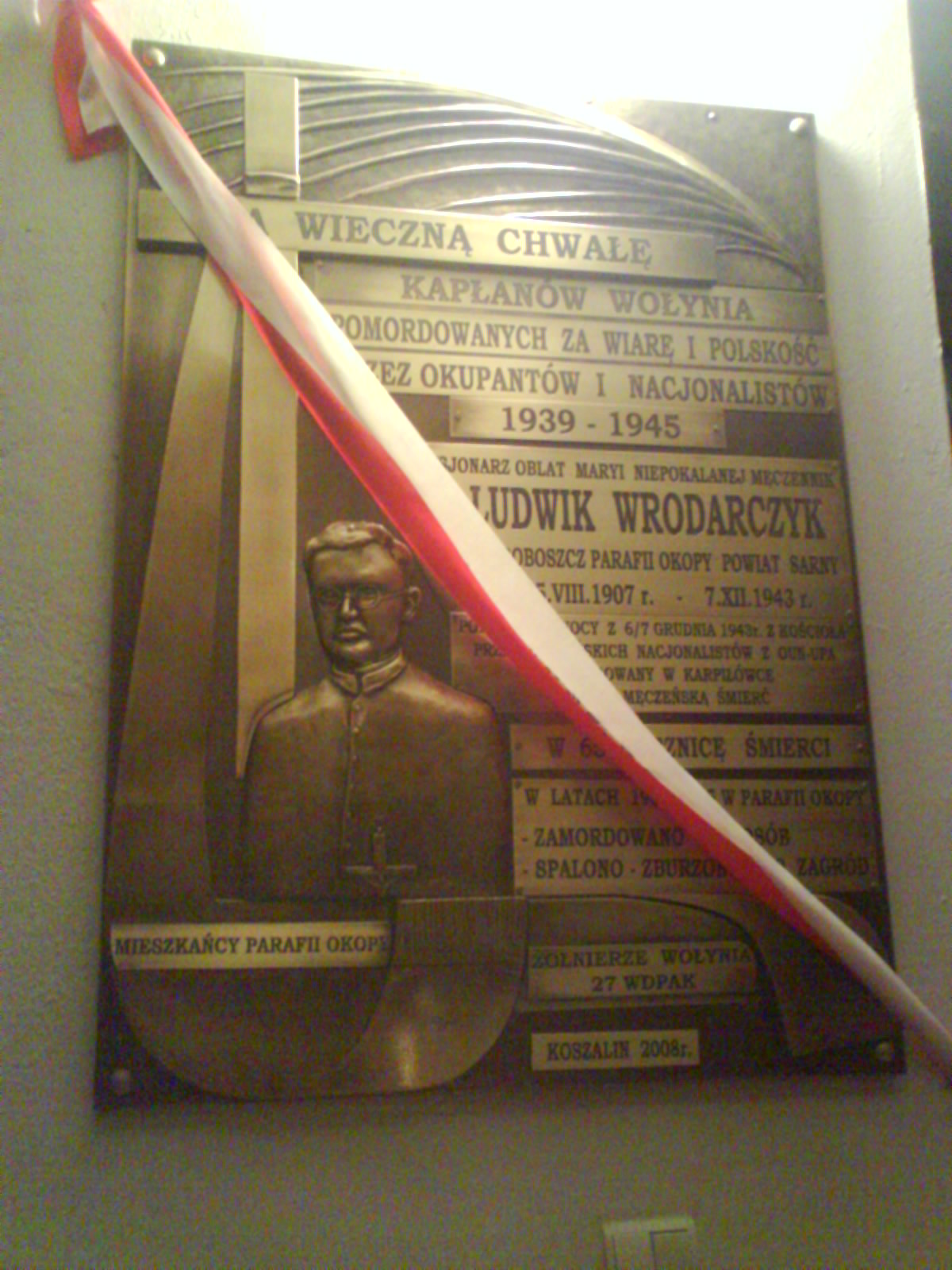
Pamětní deska připomínající mučednictví polského kněze Ludwika Wrodarczyka, umístěná v kostele sv. Josefa v Koszalině
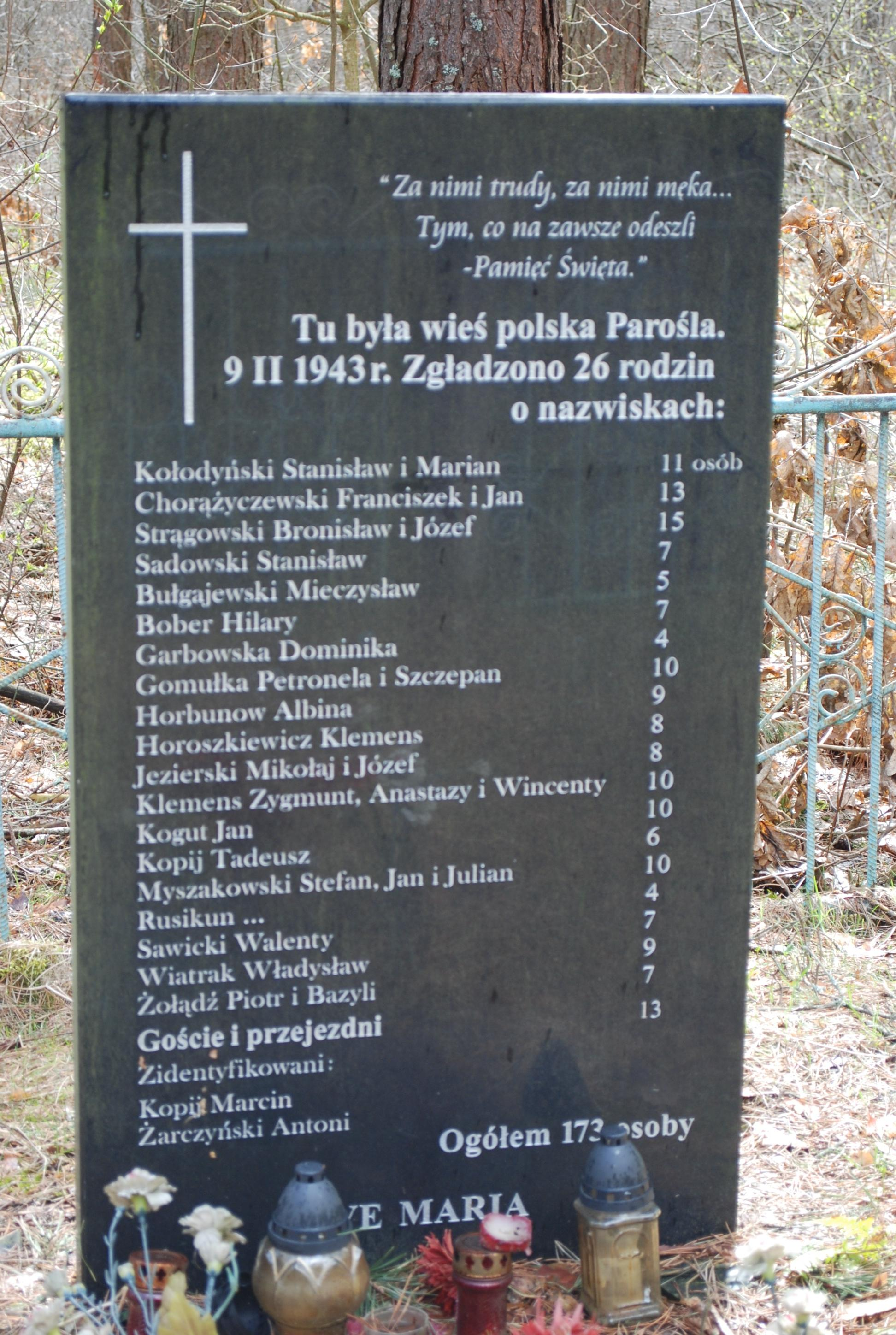
Památník obětí ve vesnici Parośla I, kde volyňské řeže v únoru 1943 začaly
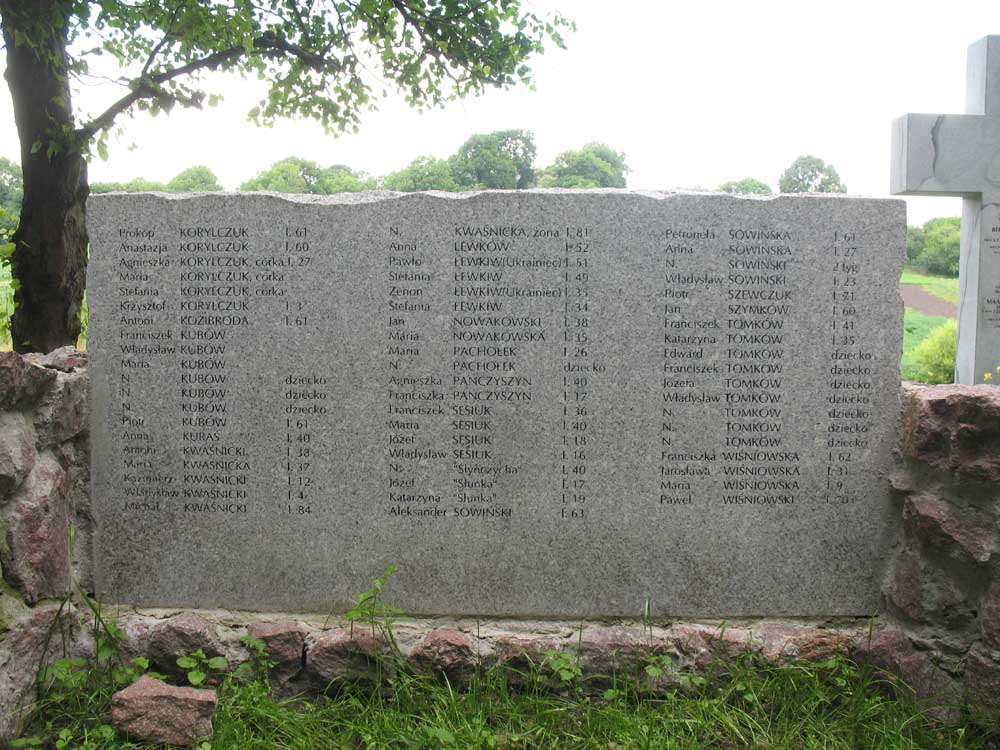
Deska na hřbitově v Berezowici Malé se jmény Poláků zde zavražděných UPA

### Ukrajinské popírání zodpovědnosti

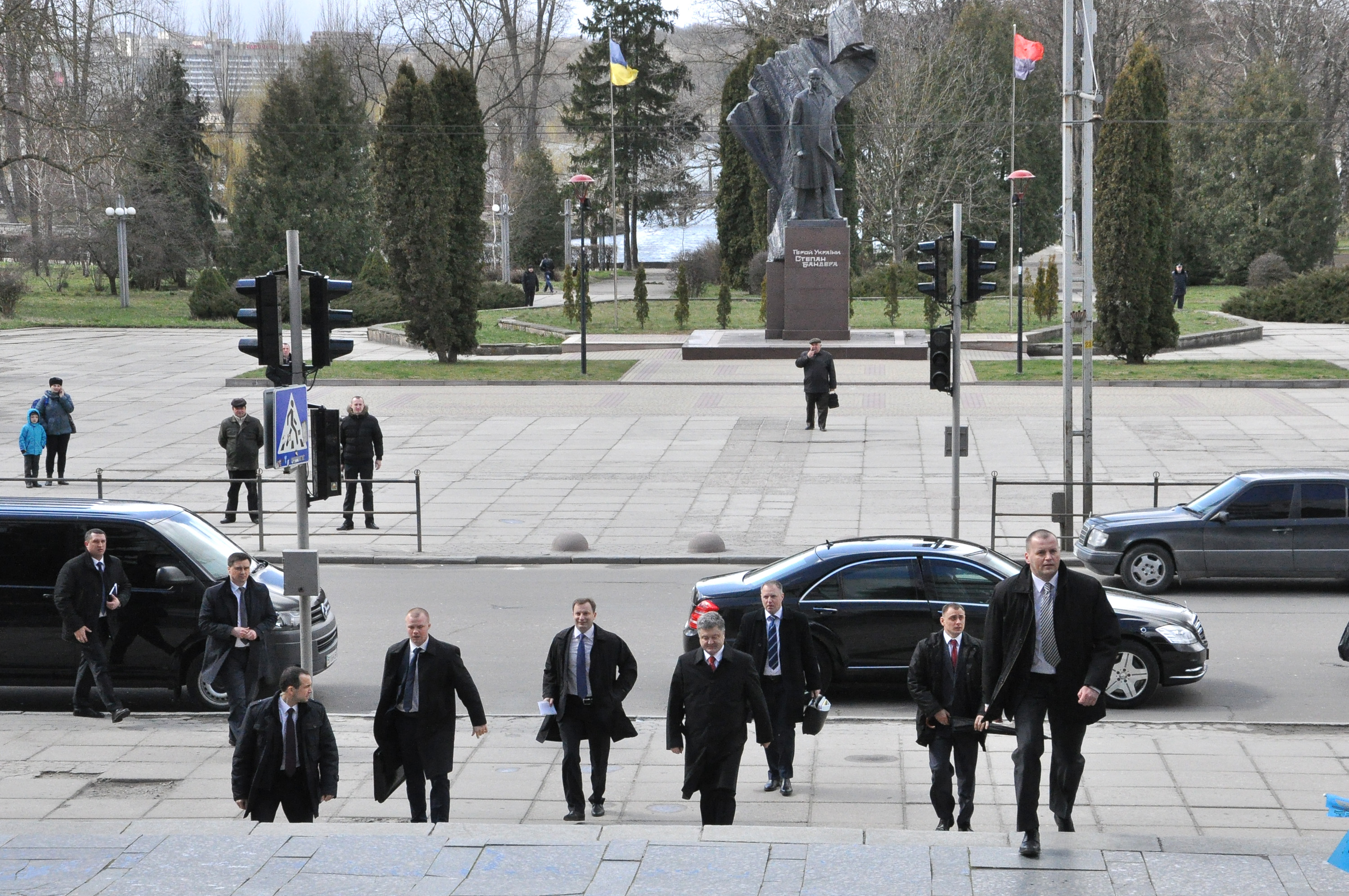
Socha Stepana Bandery v Tarnopolu

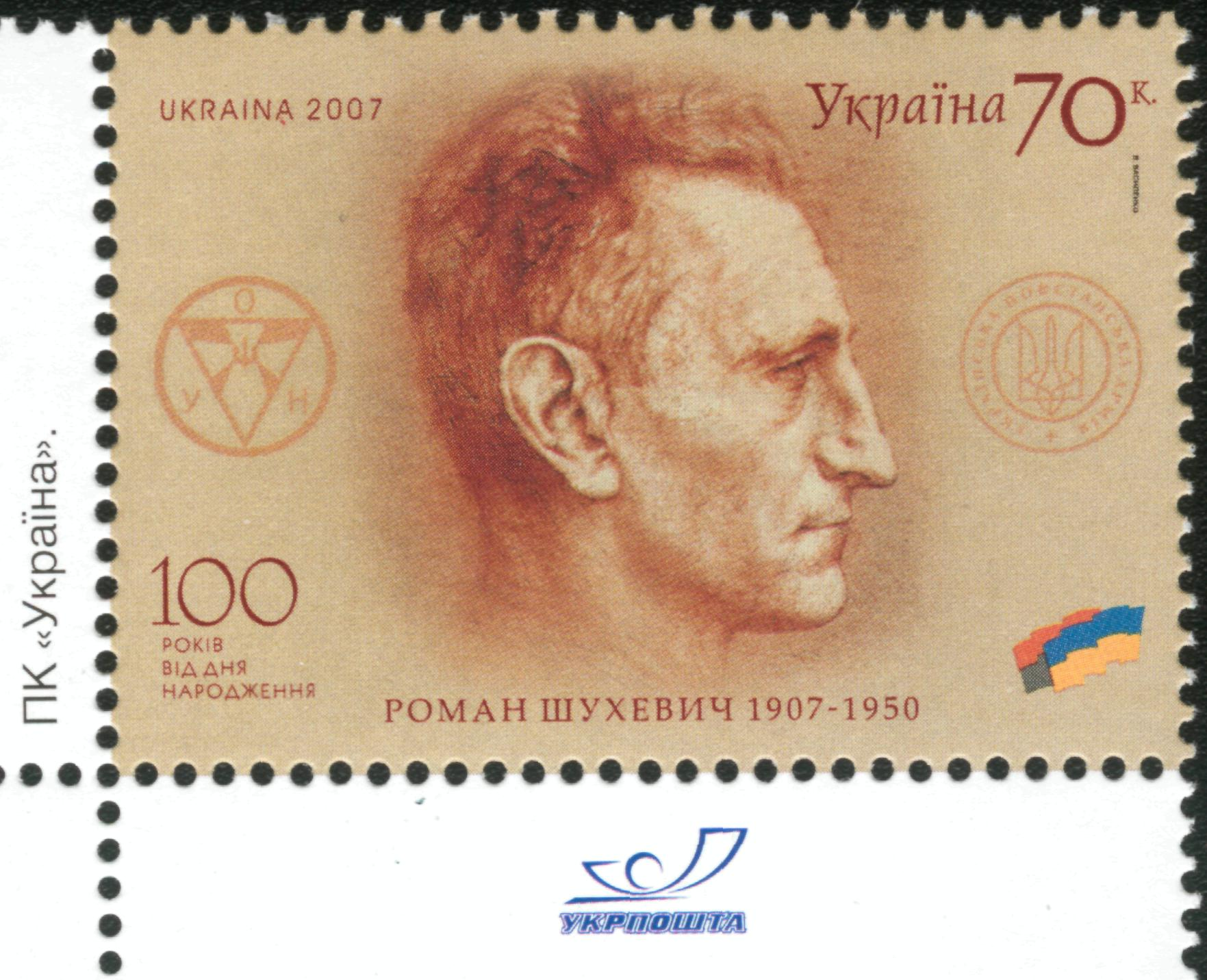
Ukrajinská poštovní známka na počest Romana Šuchevyče k 100. výročí (2007) jeho narození

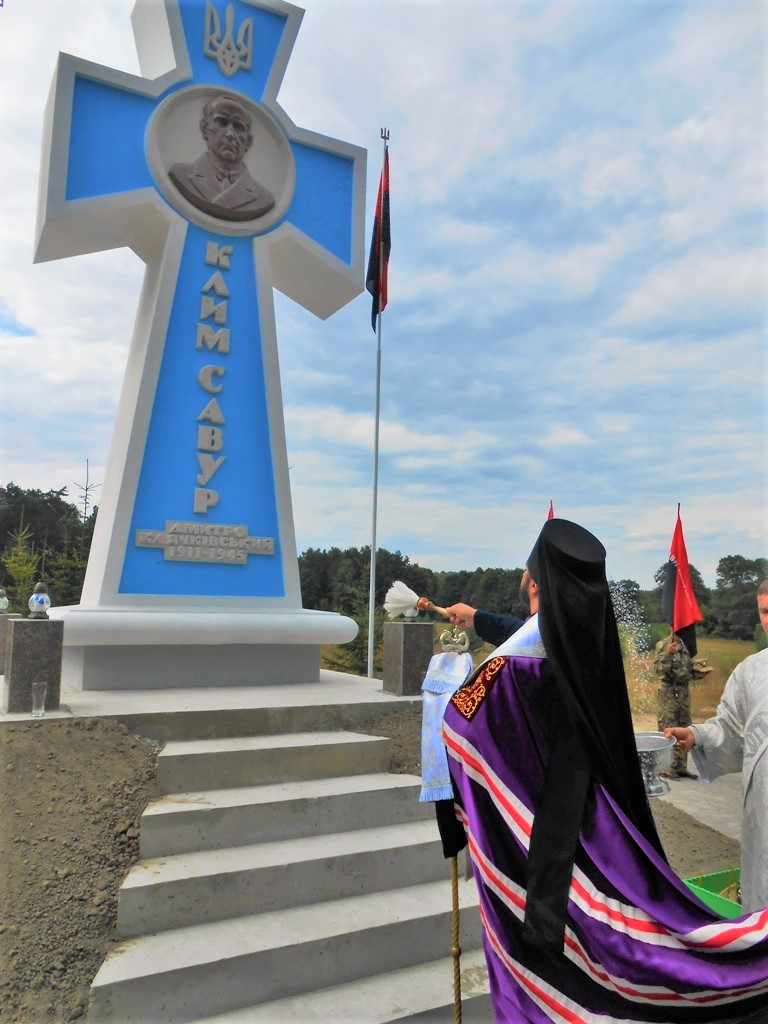
Svěcení nového pomníku D. Kljačkivskému (2015) v místě, kde byl zabit

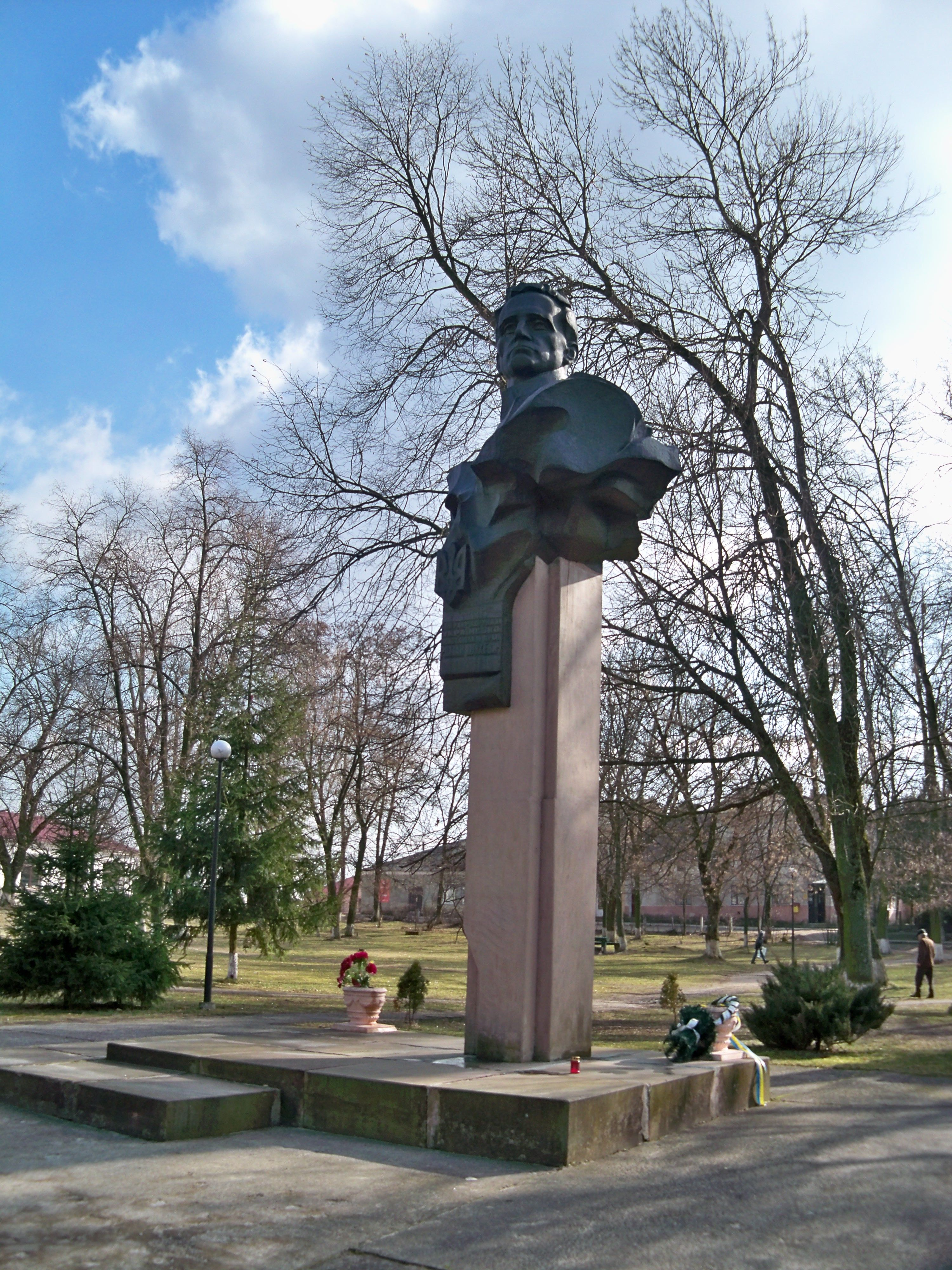
Památník Romana Šuchevyče ve Lvovské oblasti na Ukrajině

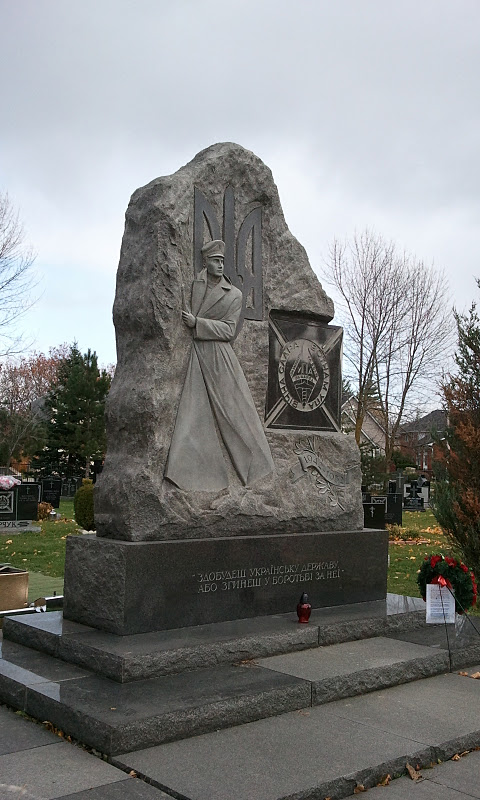
Památník veteránů UPA na ukrajinském hřbitově ve městě Oakville v Kanadě

V říjnu 1943 vedení OUN-B v souvislosti s masakrem ve Volyni, oznámilo, že „ani ukrajinský lid, nebo Organizace ukrajinských nacionalistů“ nemají s masovými zločiny nic společného. Na „událostech, k nimž došlo v posledních měsících na ukrajinském území“, tzv. vzájemných jatkách, se prý podílely osoby se zahraničními zájmy - německé a sovětské. Vinu za vypuknutí bojů proti Polákům svalovali na čtyři příčiny:
- napjaté vztahy mezi Ukrajinci a Poláky z důvodu národní politiky druhé Polské republiky,
- útlak Ukrajinců ze strany Poláků v Chelmně,
- podpora polských a německých okupačních sil sovětskými partyzány,
- systematické masakry Ukrajinců ze strany Poláků, kteří pracovali pro německou policii.

Jak píše Krzysztof Lada, předložené interpretace Volyňského masakru jsou ze strany OUN-B pouze výmluvy, které ale byly později opakovány v mnoha publikacích po druhé světové válce. Na jiných územích, která bylo se stejným poměrem národnosti vůči Polákům, se stejnou politikou polské vlády, k podobné situaci nedošlo (Bělorusko). Brutalita a rozsah masakrů na Ukrajině v období 2. světové války, prováděná OUN prostřednictvím jednotek UPA, nemá ovšem v evropských dějinách od starověku obdoby vůbec.
Očistit pověst ukrajinských nacionalistických skupin, které stály za Volyňským masakrem, se snažili ukrajinští prezidenti Viktor Juščenko i Petro Porošenko.
Prezident Porošenko v prosinci 2014 sice požádal Poláky za odpuštění za tragédii na Volyni, při projevu před oběma komorami polského parlamentu a za přítomnosti polského prezidenta Bronisława Komorowského. Jenže tři měsíce předtím označil bojovníky UPA za „příklad hrdinství a vlastenectví na Ukrajině“ a v dubnu 2015 Parlament Ukrajiny schválil zákon, který udělil příslušníkům OUN a UPA status bojovníků za svobodu Ukrajiny, byť tehdy jen těm, co bojovali proti Němcům a nedopustili se válečných zločinů. Porošenko však v prosinci 2018 podepsal další zákon, jímž byl status (a sociální výhody) veteránů „boje za nezávislost Ukrajiny“ přiznán úplně všem veteránům OUN-UPA. V Černovicích byl odhalen pomník Bukovinskému praporu UPA.

### Stanovisko ukrajinských historiků
Po dobu působení sovětských historiků, kteří pracovali v Ukrajinské SSR, nebylo možné provádět objektivní výzkumnou činnost ohledně akcí UPA, z důvodů její účasti v boji proti Třetí říši. Podobně tomu bylo s ohledem na výzkumnou činnost armády. Pro tuto skutečnost, podle Ihora Iljušina, historiografa nezávislé Ukrajiny, byl zděděn oboustranně zkreslený obraz té doby.
Ve Lvově se 17. února 2003 konalo zasedání, tzv. kulatý stůl, jež svedlo dohromady nejvýznamnější ukrajinské historiky a sociální aktivisty. Během jednání bylo oznámeno, že hlavními viníky ukrajinsko-polské války v té době byla „předválečná polská totalitní vláda, která používala etnické čistky proti Ukrajincům a na okupovaných územích prováděla kolonizační politiku“, jakož i „negativní role, kterou sehrála polská exilová vláda v Londýně, která jako podmínku pro jednání polské strany s ukrajinskou stranou předložila nepřijatelný požadavek na uznání polských hranic z roku 1939 (předválečných)“.
S tímto výkladem skutkových okolností mimo jiné nesouhlasil polský profesor Wladyslaw Filar, který popsal hledisko ukrajinských vědců jako podstatně zavádějící, odchylující se od historické pravdy, přičemž označování událostí na Volyni za „ukrajinsko-polskou válku“ prohlásil za zjevně nesprávné, když napsal: „Nebyl to polsko-ukrajinský boj, ale vraždění bezbranných a nevinných lidí, vyhlazování polského obyvatelstva.“ Wladyslaw Filar také obvinil z „vybělení“ faktů konkrétní ukrajinské historiky, Lva Šankovského a Petra Potičného[25]. Podle Filara také ukazuje podobný přístup i Jaroslaw Polenskyj.
Před 60. výročím masakru na Volyni byl vydán otevřený dopis podepsaný skupinou ukrajinských intelektuálů, v němž požádali o odpuštění Poláky „jejichž životy byly zničeny ukrajinskými zbraněmi“. O rok dříve ukrajinský historik a politik Volodymyr Lytvyn ve své práci Tysjača rokiv susidstva i vzaemodiji („Tisíc let sousedství a vzájemnosti“) pravděpodobně jako první ukrajinský politik uznal, že masakry na Volyni jsou akcemi nesoucími „znaky etnických čistek“.
Podle I. Iljušina se i v současné ukrajinské historiografii nadále objevují autoři, kteří popisují polsko-ukrajinské vztahy v průběhu druhé světové války jednostranně protipolsky. Iljušin jmenuje Volodymyra Serhijčuka a Andrije Bolanovského. Autor také poukazuje na to, že v ukrajinské historiografii jsou také cenné práce s vyváženější a hlubší interpretací, i když stále ještě poznamenané vlastenectvím a cituje publikace Jaroslava Isajevyče, Jaroslava Hrycaka, F. Steblije, V. Smolije i Bohdana Hudije. Jaroslav Hrycak volyňský masakr popsal v roce 2004 jako „křest ohněm“ UPA, srovnatelný s válečnými zločiny a jako absurdní akci z pohledu politicko-vojenského. Podle Grzegorze Motyky ukrajinské publikace věnované UPA se zaměřením na boj proti Sovětskému svazu a proti nacistickému Německu, marginalizují problém jednání organizace, pokud jde o vraždění polských civilistů.

## Odraz v kultuře

### Filmy
- Wolyń – Zapis zbrodni (2003)
- Poeta nieznany (2004)
- Bliscy a dalecy
- Armia Krajowa na Kresach (Wolyń) - Kryptonim Pożoga
- Zapomniane zbrodnie na Wolyniu (2009)
- Było sobie miasteczko (2009), režie Tadeusz Arciuch i Maciej Wojciechowski
- Ukraiński Rapsod (2012), reż. Dariusz Marek Srzednicki
- Garnizon 100 (2013), režie Jaroslaw Banaszek
- Śmierć po raz setny (2008), režie Ewa Szakalicka
- Czas Pamięci (2012), režie Ewa Szakalicka
- Sahryń - pamięć zapisana w kamieniu (2011), režie Ewa Szakalicka
- Poła malowane krwią (2013), režie Łukasz Szelecki
- Zatruta krew bratnia (2013), režie Krzysztof Wojciechowski
- Volyň (film) (v originále Wołyń) (2016), režie Wojciech Smarzowski